# Церква Святого Спасителя (Ґюмрі)
Церква Святого Спасителя, також відома як Церква Всеспасителя або Сурб Аменапркич (вірм. Սուրբ Ամենափրկիչ Եկեղեցի) — вірменська церква XIX століття, розташована в центрі міста Ґюмрі на площі Вардананц. Побудована у 1858—1872 роках за проєктом Тадевоса Андікяна, освячена 1873 року. Нагадує зовні Анійський собор.

## Історія
У 1850-ті роки в центрі Александрополя (колишня назва Ґюмрі) стояли храм Вірменської апостольської церкви і храм Грецької православної церкви. Вірмени в місті наполягали на будівництві великого храму на місці двох церков.
Будівництво храму під керівництвом Тадевоса Андікяна тривало від 1858 до 1872 року. Місце підшукали на заболоченому березі річки в центрі міста, щоб храм під час землетрусу звів до мінімуму силу підземних поштовхів. Будували коштом населення Александрополя, зокрема багатої родини Дрампянів. Крім Андікяна, в будівництві брав участь майстер Манук Петросян, який керував роботою по дереву. Його прозвали «праведним Мануком» за те, що він сам закріпив великий хрест на головному куполі. Разом з Андікяном він брав участь у реставрації різних храмів.

Церкву освятили 1873 року. 1882 року поруч з північним фасадом звели прибудову. При церкві діяла парафіяльна школа. 1926 року церква встояла після Ленінаканського землетрусу, однак у 1930-ті роки церкву націоналізували, підірвавши в 1932 році дзвіницю. 1964 року дзвіницю відновили, однак у церкві служби не проводилися — в будівлі розташовувалися музей і філармонія. 1988 року під час Спітакського землетрусу церква майже повністю зруйнувалася. Від 2002 року триває відновлення будівлі[уточнити].

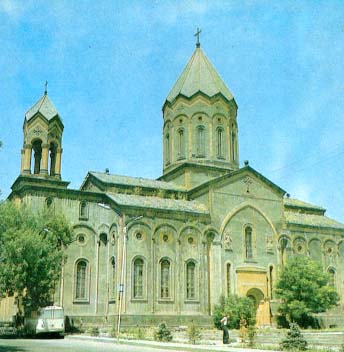
Церква 1988 року
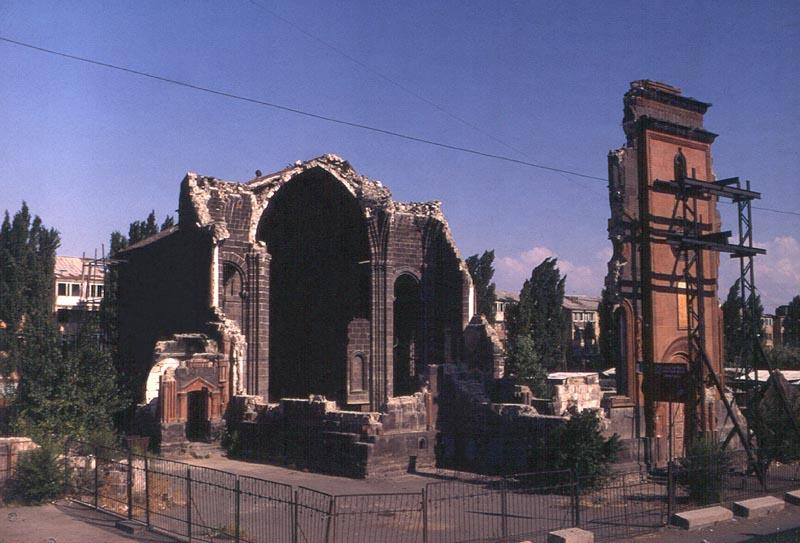
Руїни після землетрусу
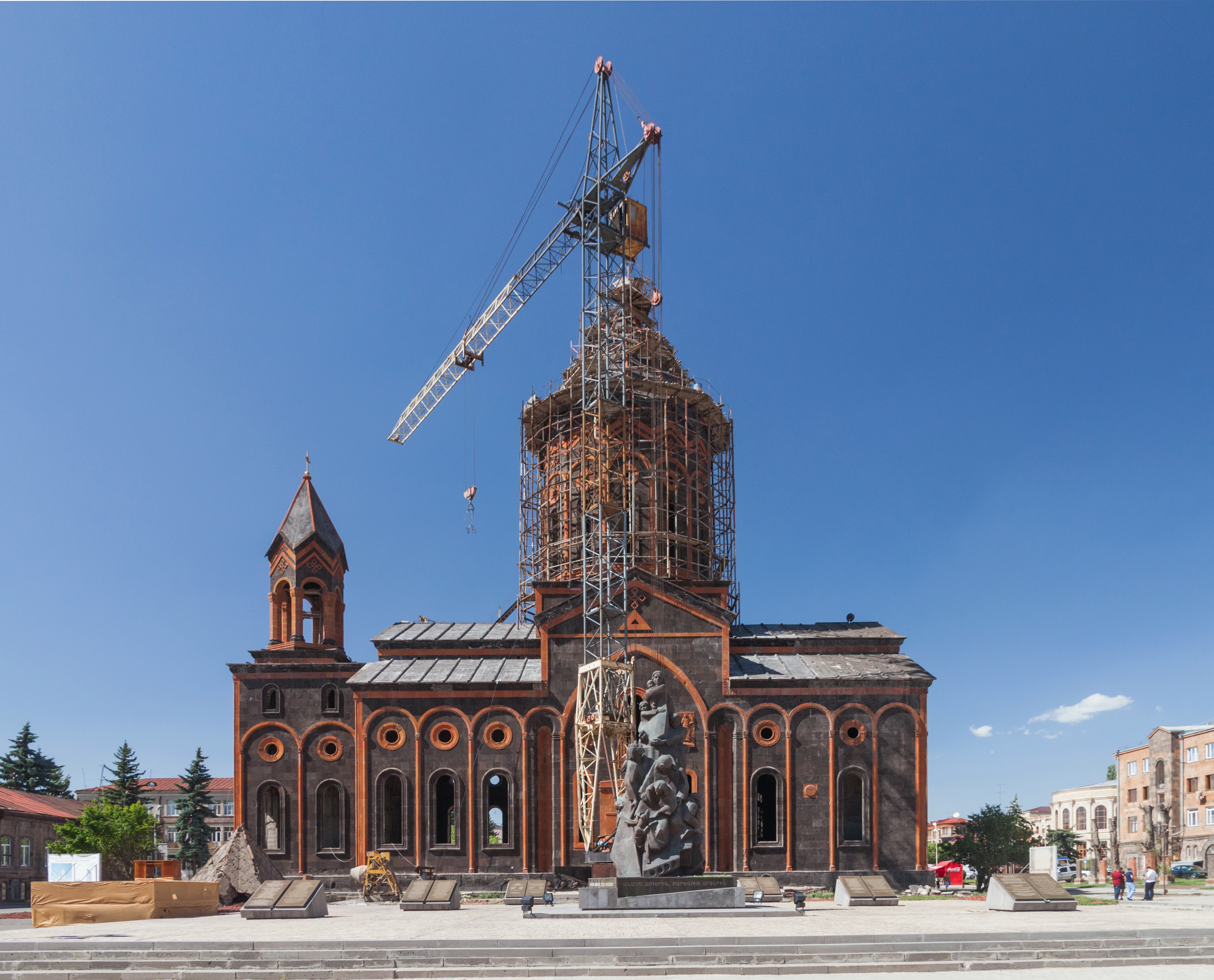
Реконструкція 2014 року

## Процес реконструкції
1995 року переговори з архітектором Рафіком Єгояном і диригентом Лорісом Чкнаворяном закінчилися тим, що вирішили відновити церкву — це схвалив губернатор Ширакської області Арарат Ґомцян. Відновлювали споруду на пожертви, однак через фінансову скруту роботи не раз зупинялися. Від 2002 року реконструкцією керує колишній мер Ґюмрі Вардан Гукасян. Відновлення фасаду завершено 2014 року: хрести освятив 21 червня 2014 року Верховний Патріарх і Католикос усіх вірмен Гарегін II, їх встановили на купол і дзвіницю.

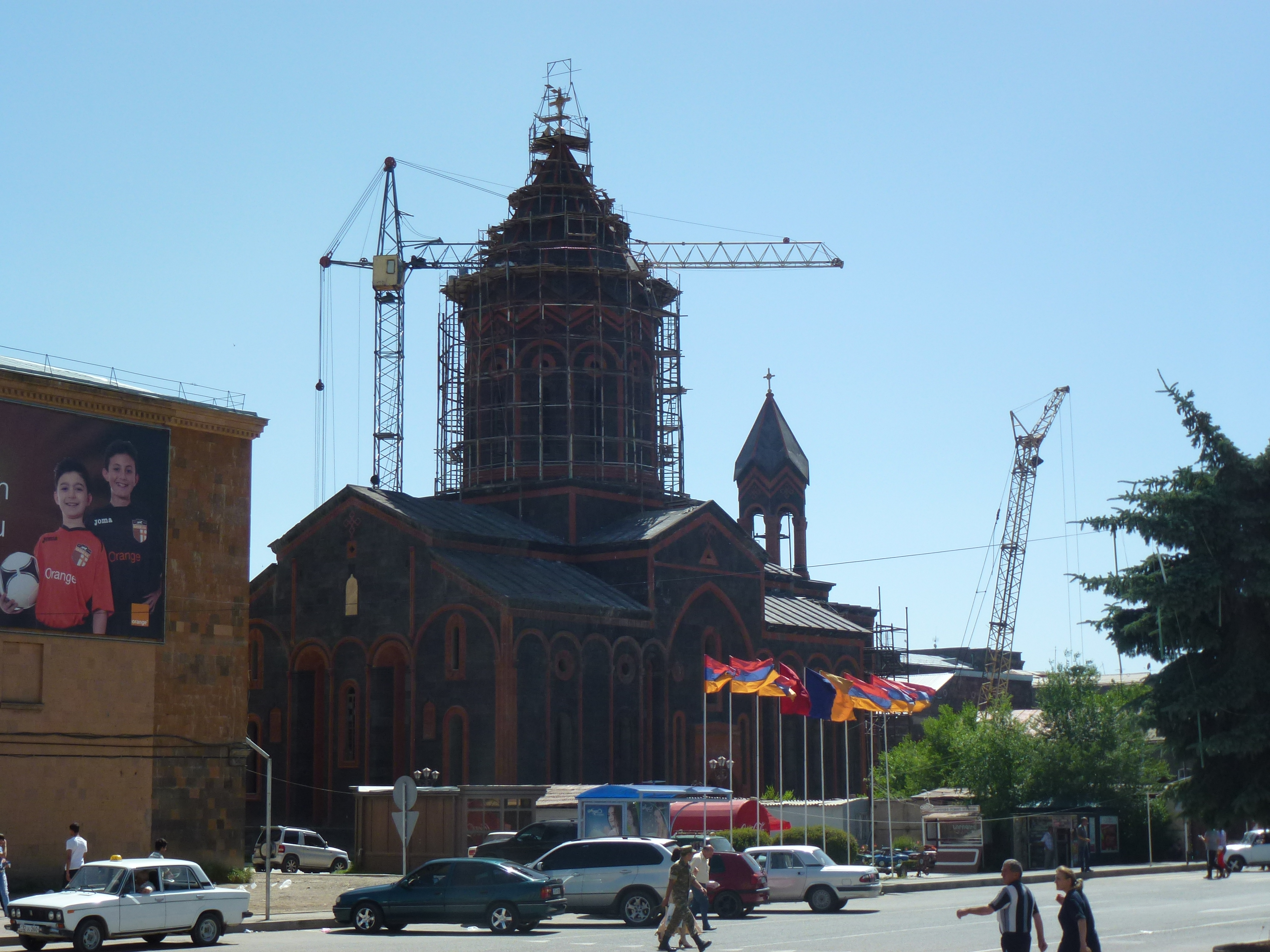
Церква 21 червня 2014 року
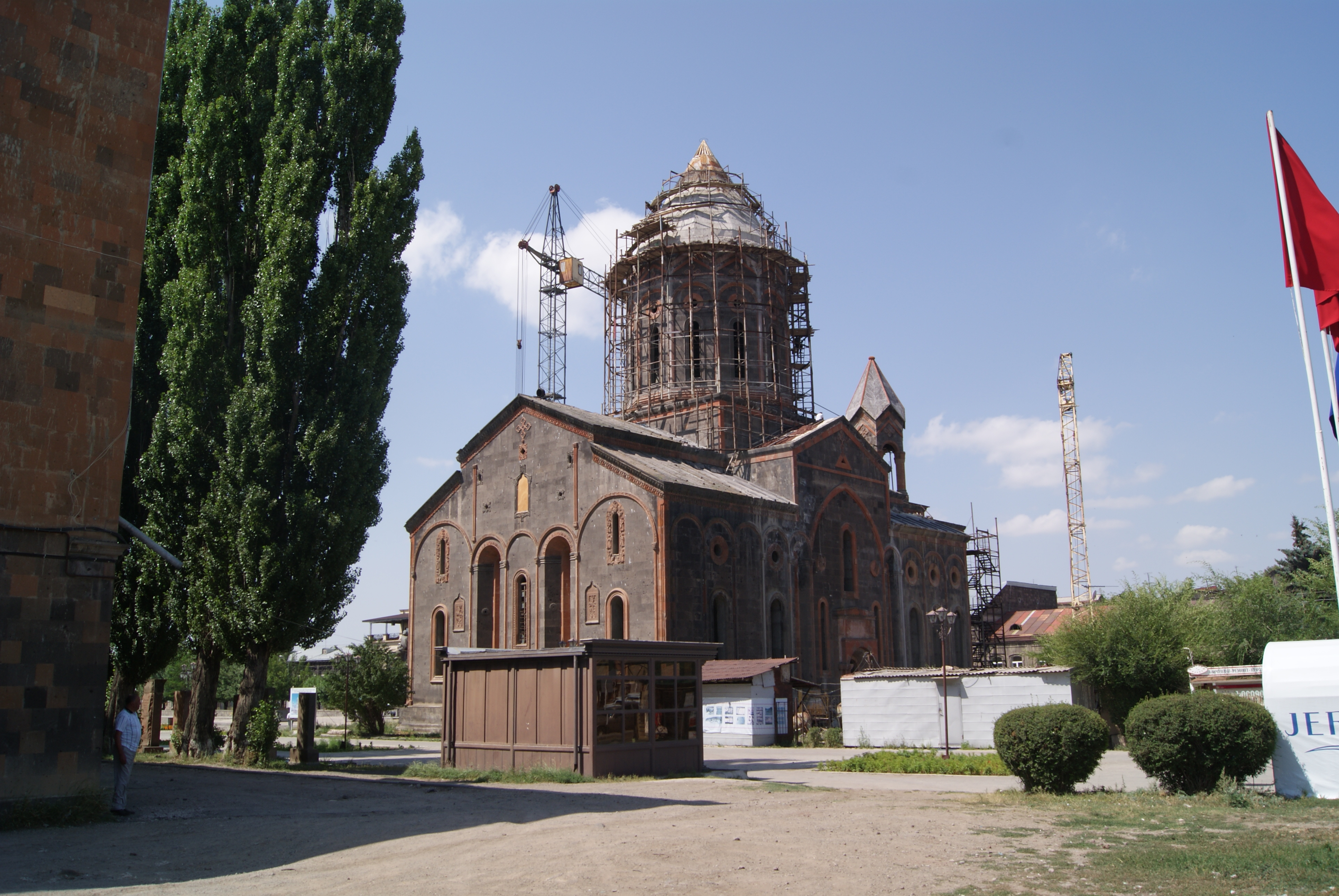
Під час реставрації
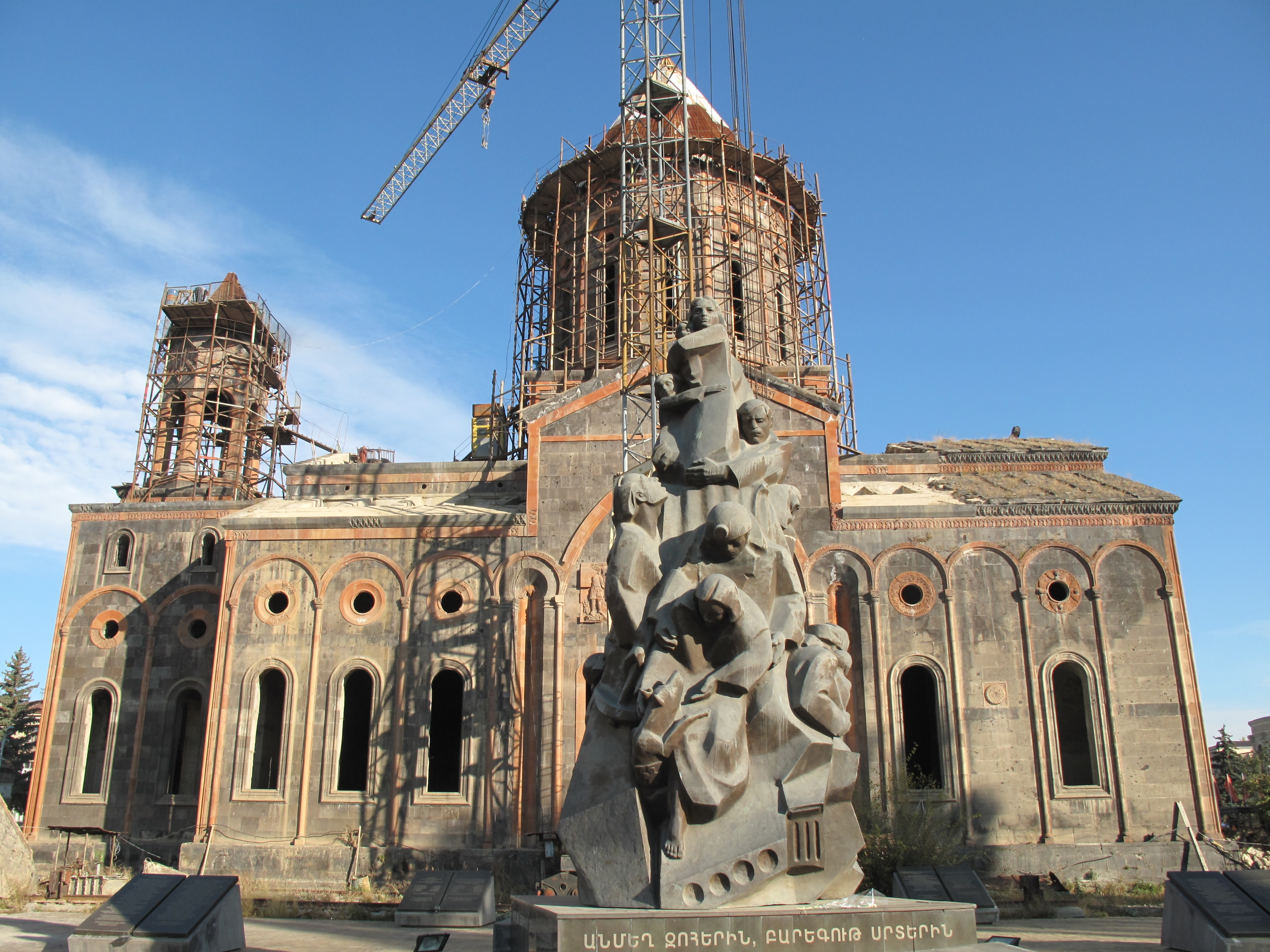
Реставрація 2012 року
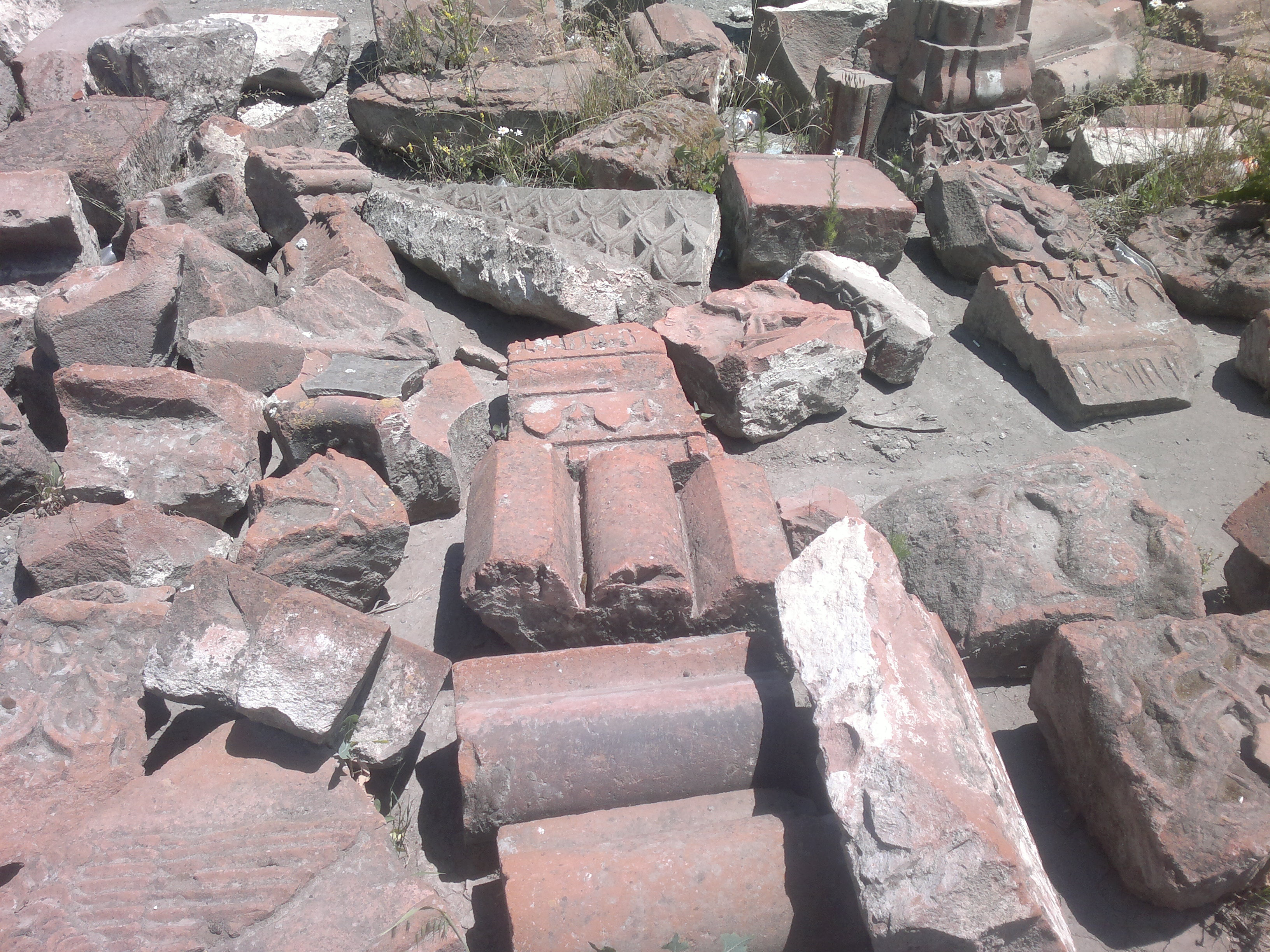
Оздоблення
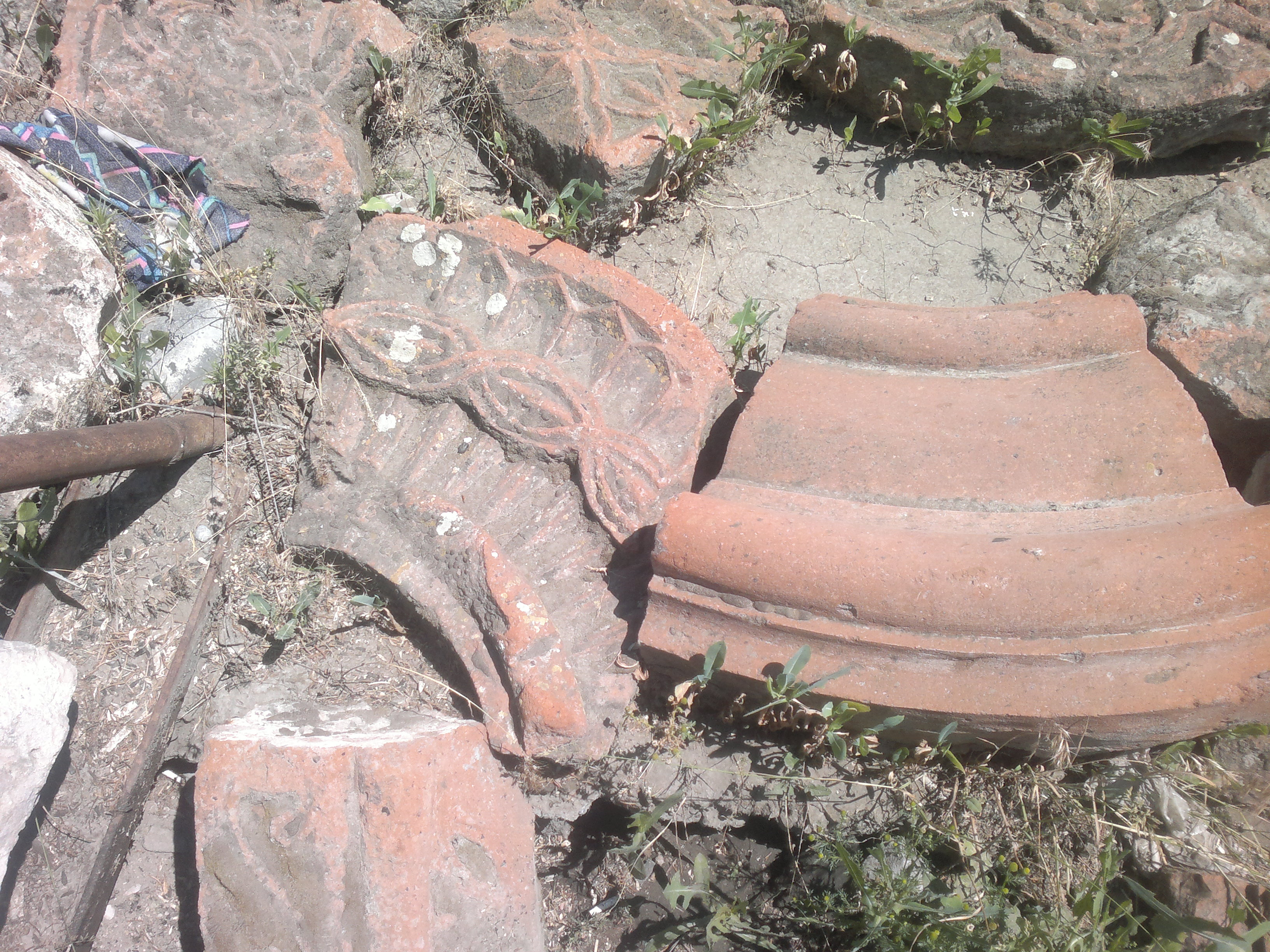
Оздоблення
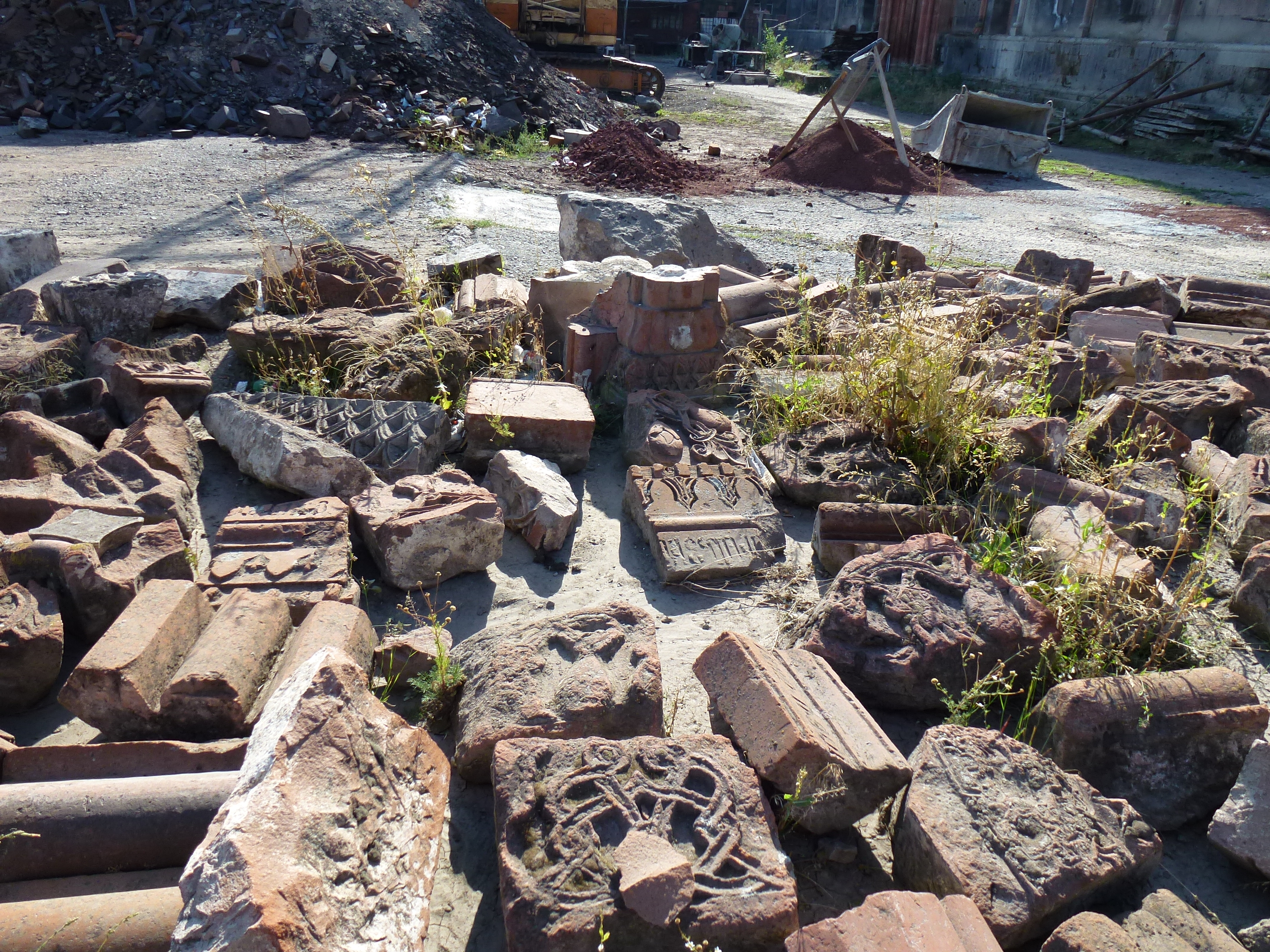
Оздоблення
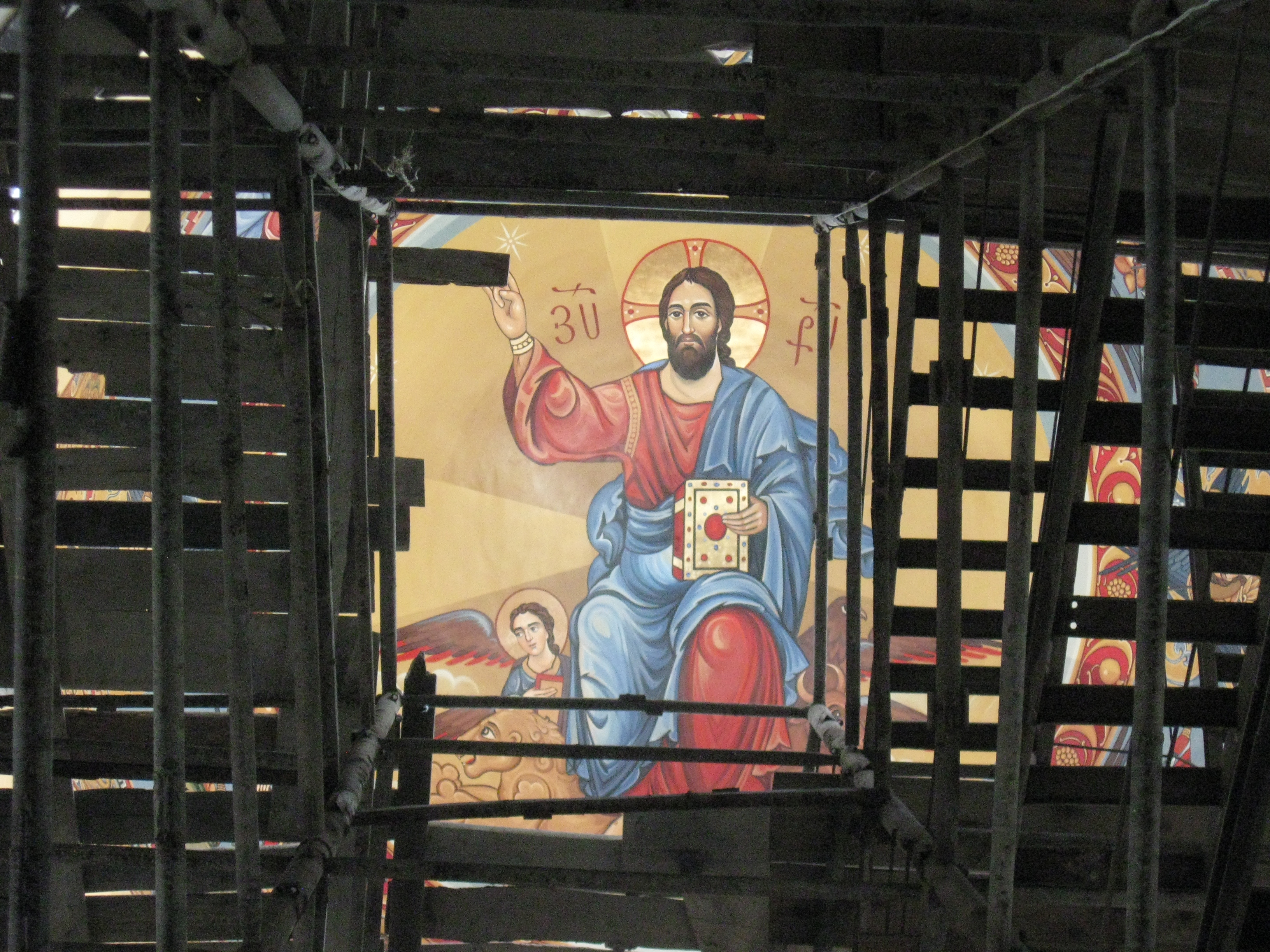
Фреска церковного купола
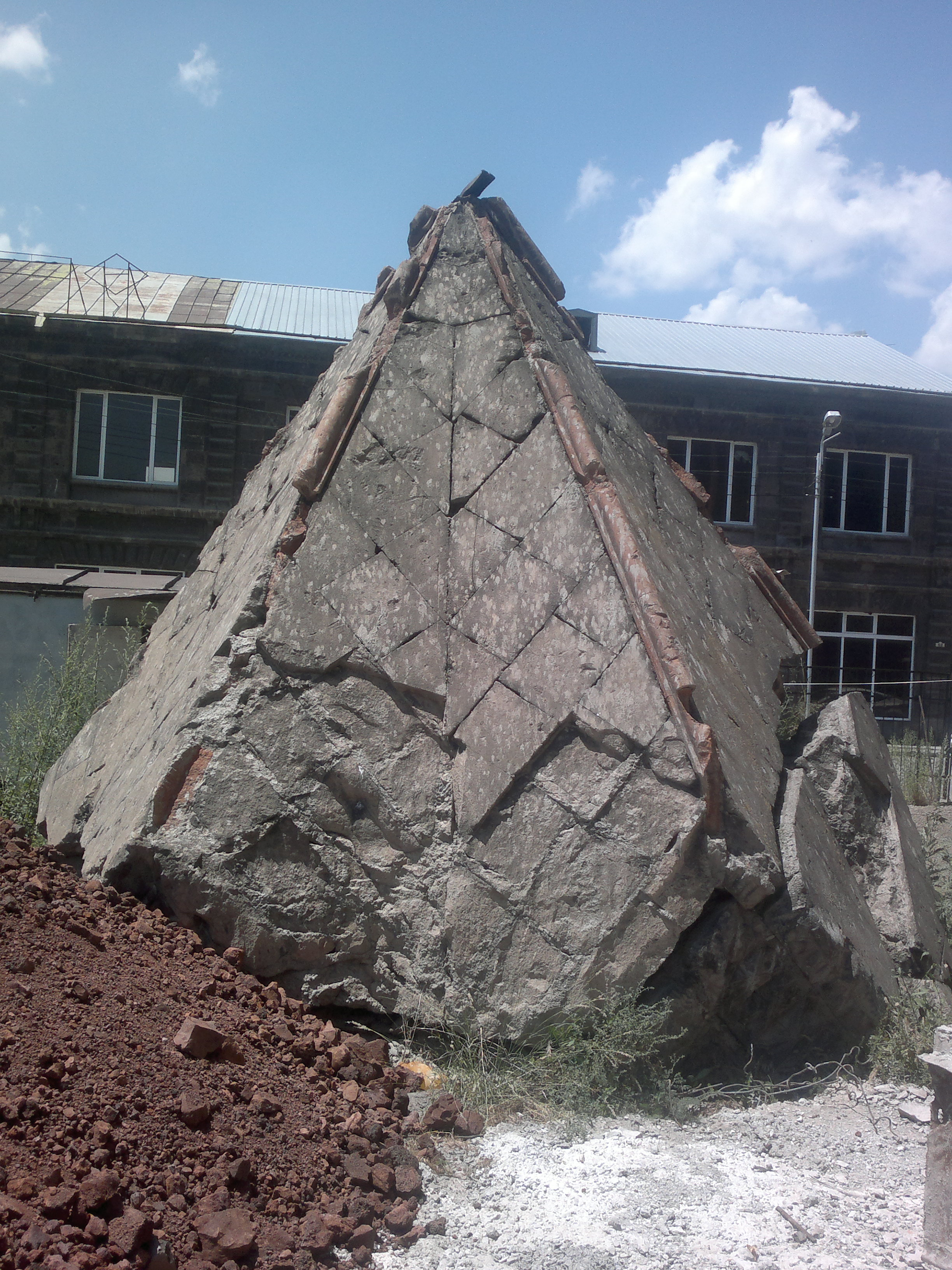
Купол дзвіниці
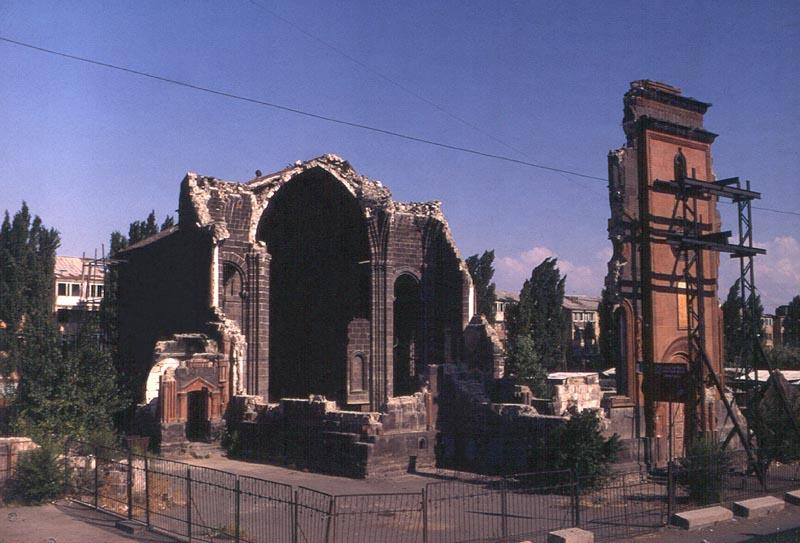
Руїни церкви після землетрусу 1988 року
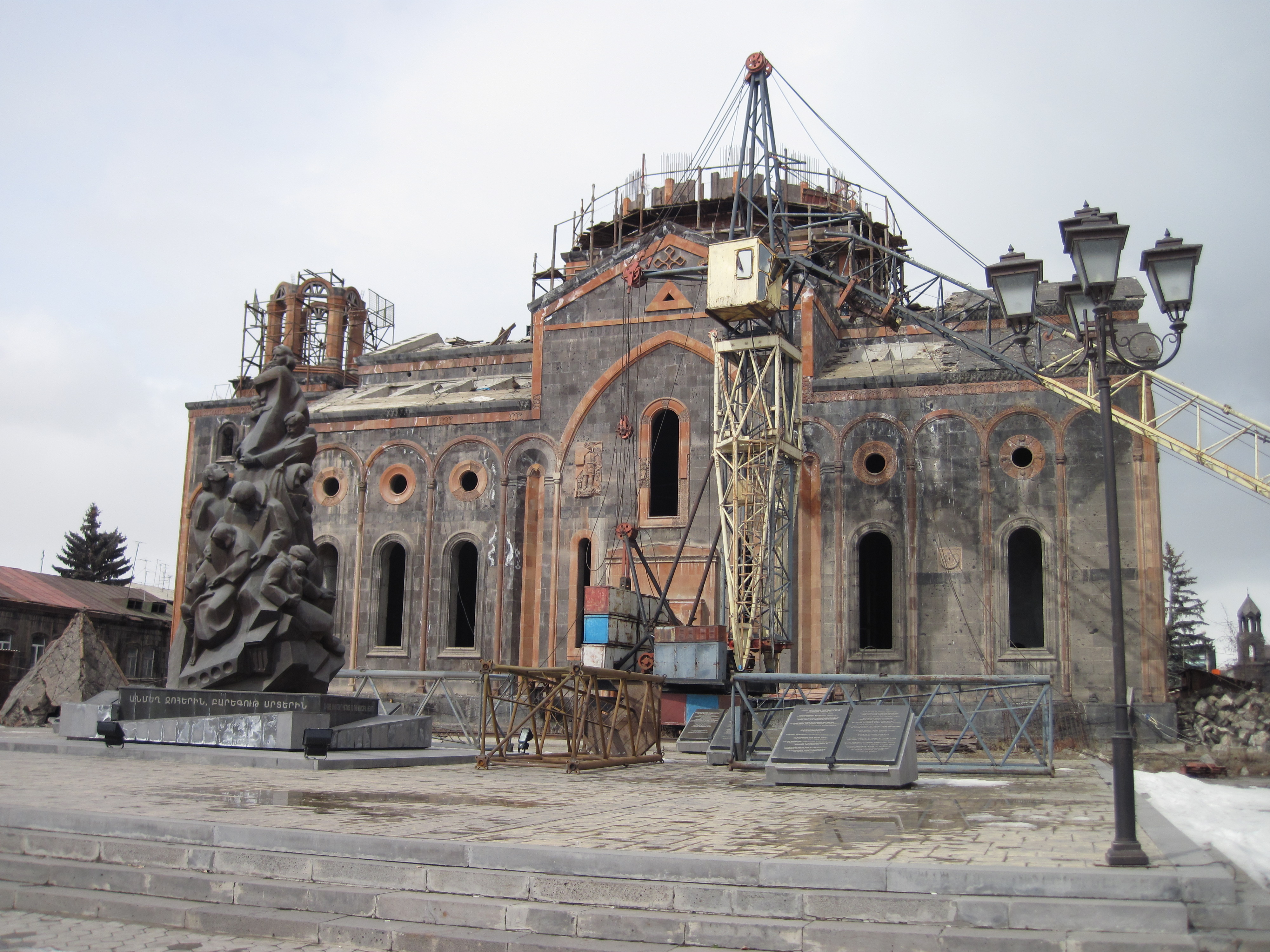
Під час реставрації
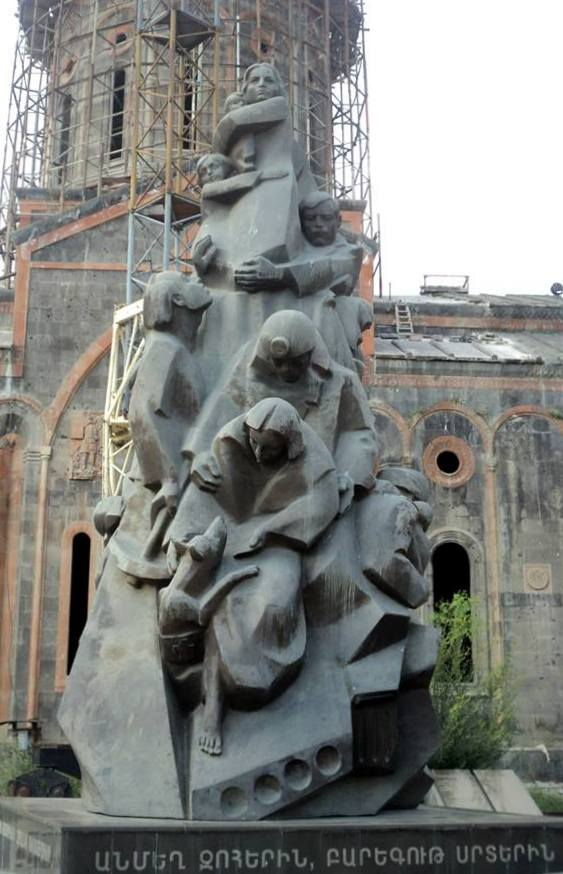
Пам'ятник «Жертвам безвинним, серцям милосердним[hy]»
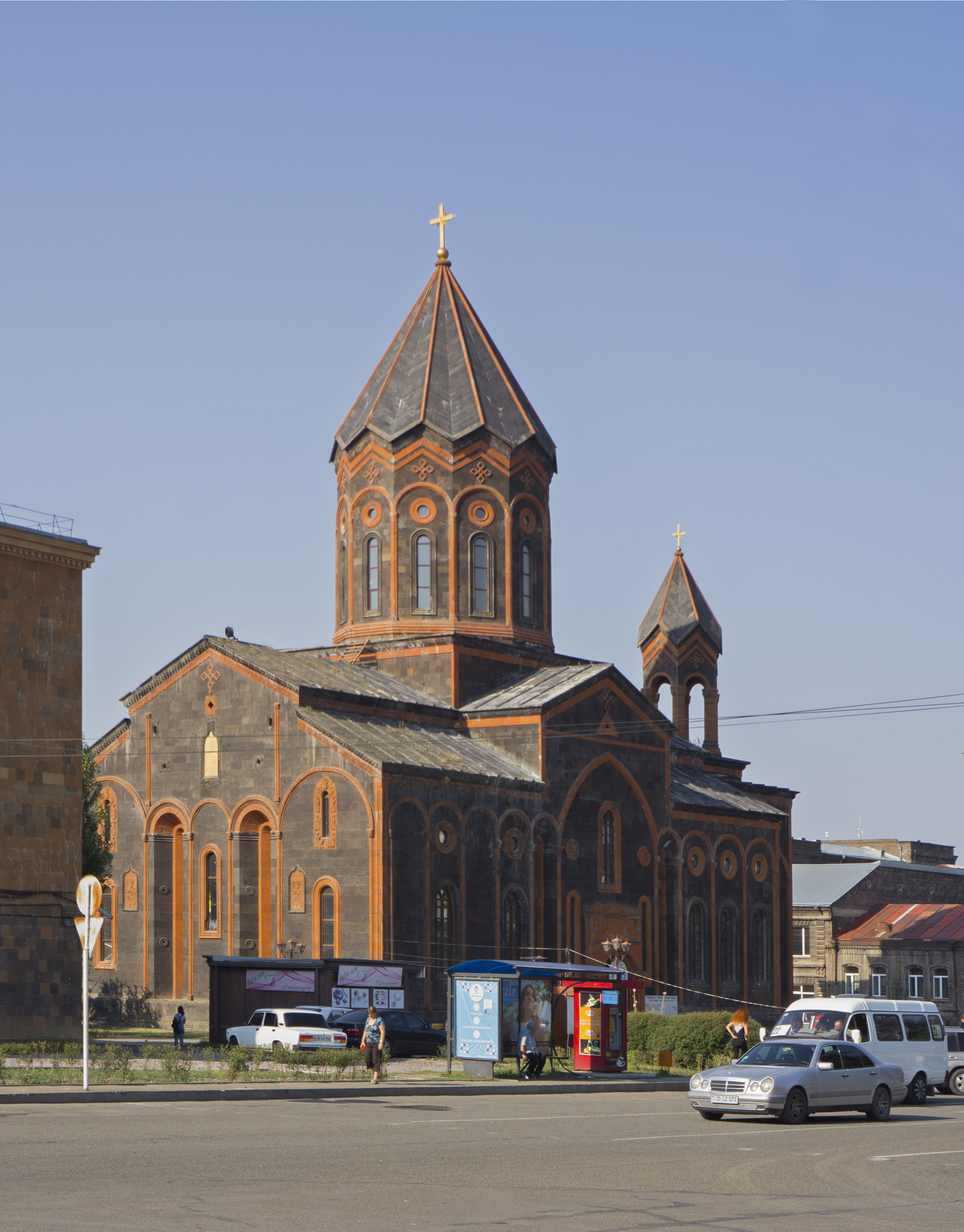
Реставрація 2018 року

## Алея хачкарів
2010 року стараннями Вардана Гукасяна у дворі Шаумянської церкви і на задньому дворі Церкви Спасителя встановили понад 20 хачкарів, зроблених ґюмрійськими майстрами. Територію прозвали Алеєю хачкарів, планується встановити понад 100 таких хачкарів.

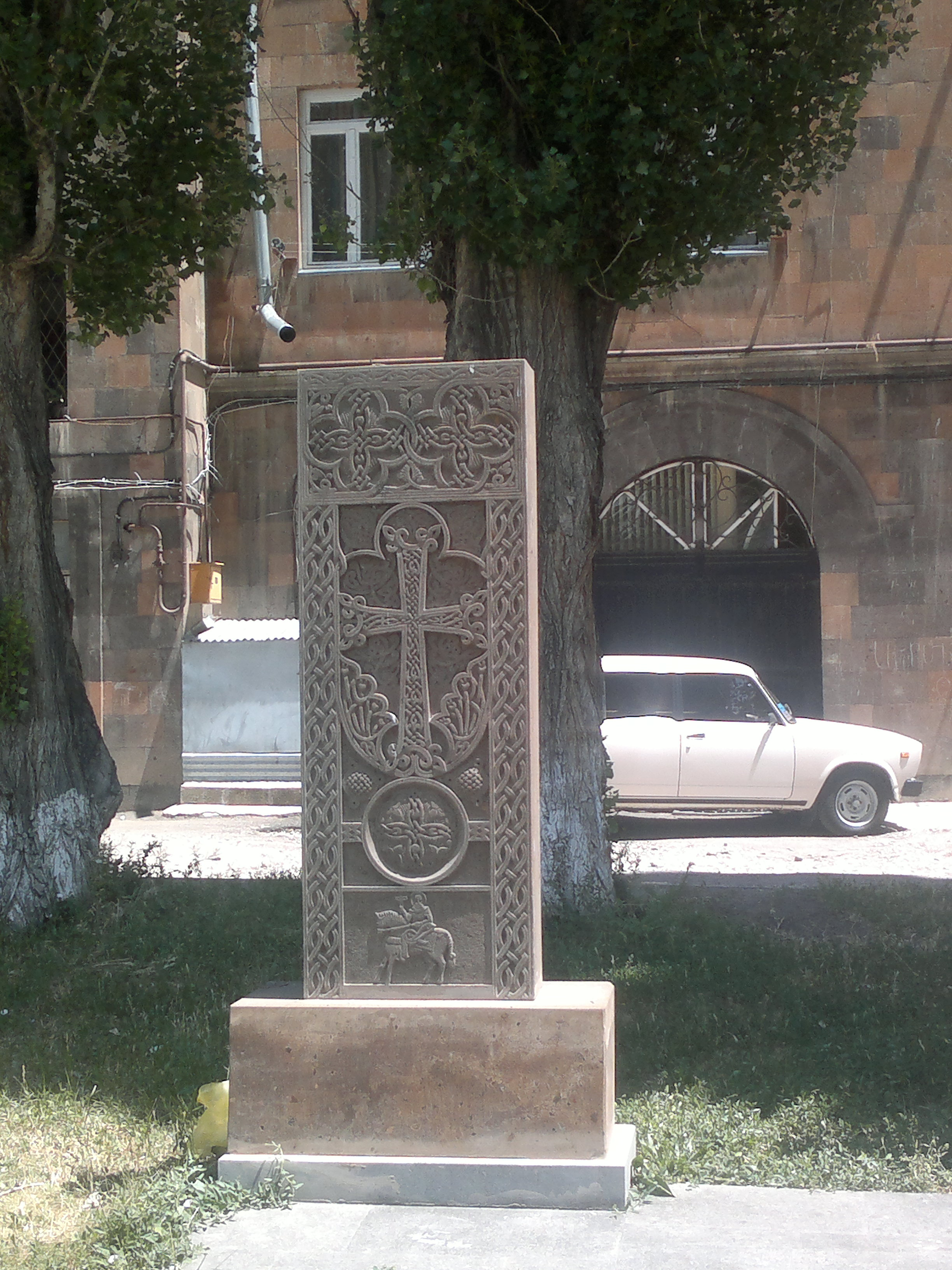
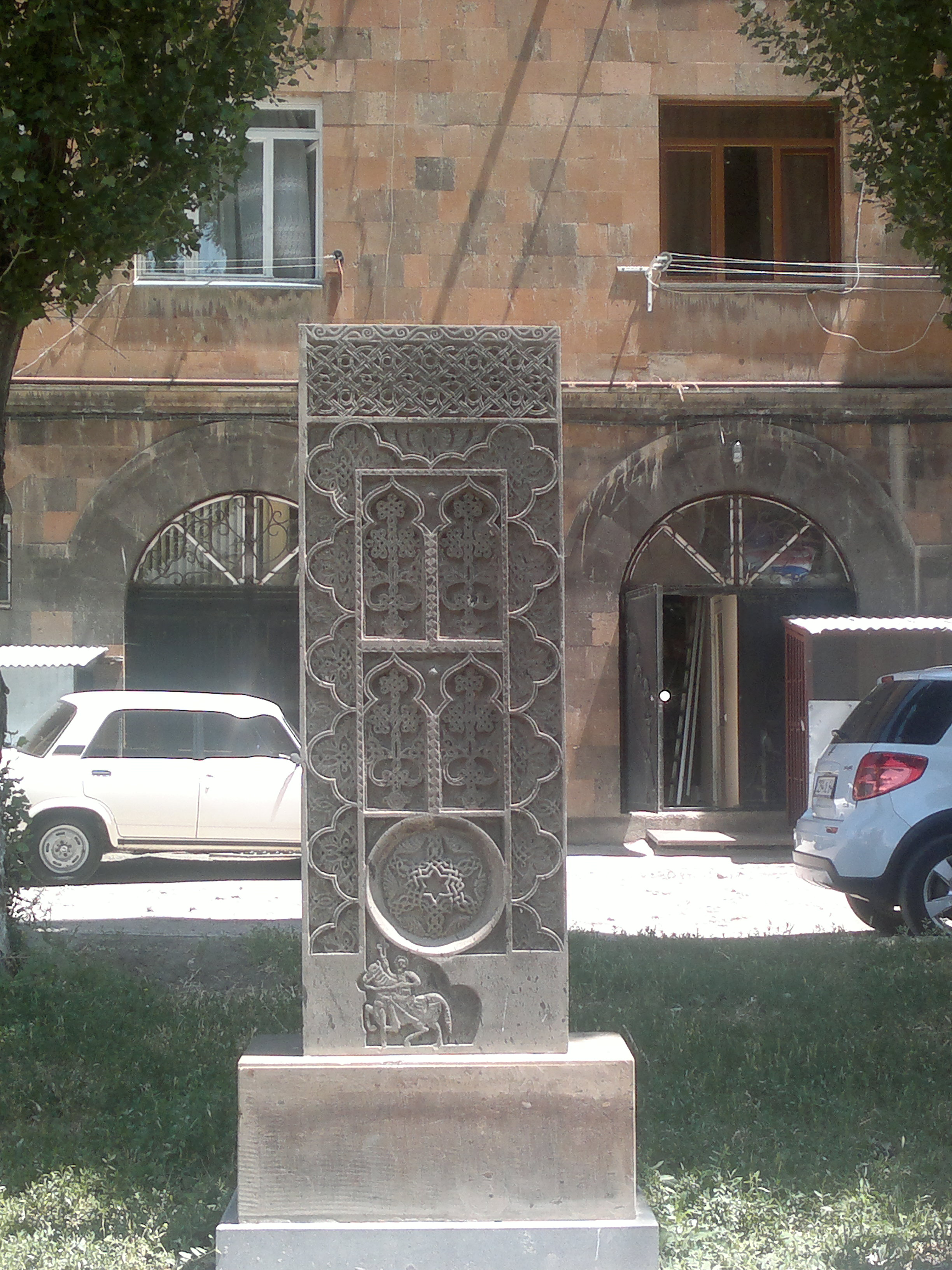
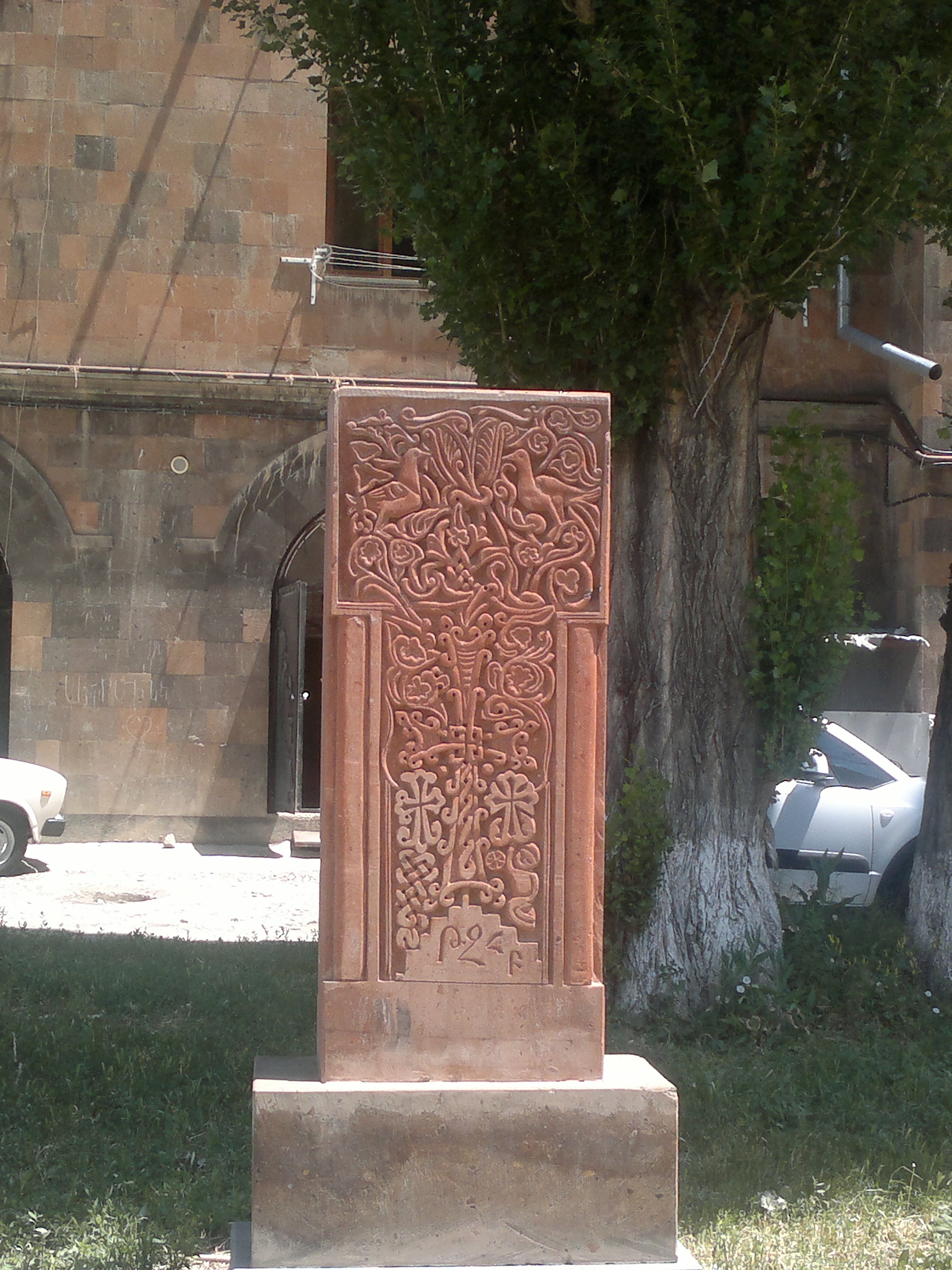
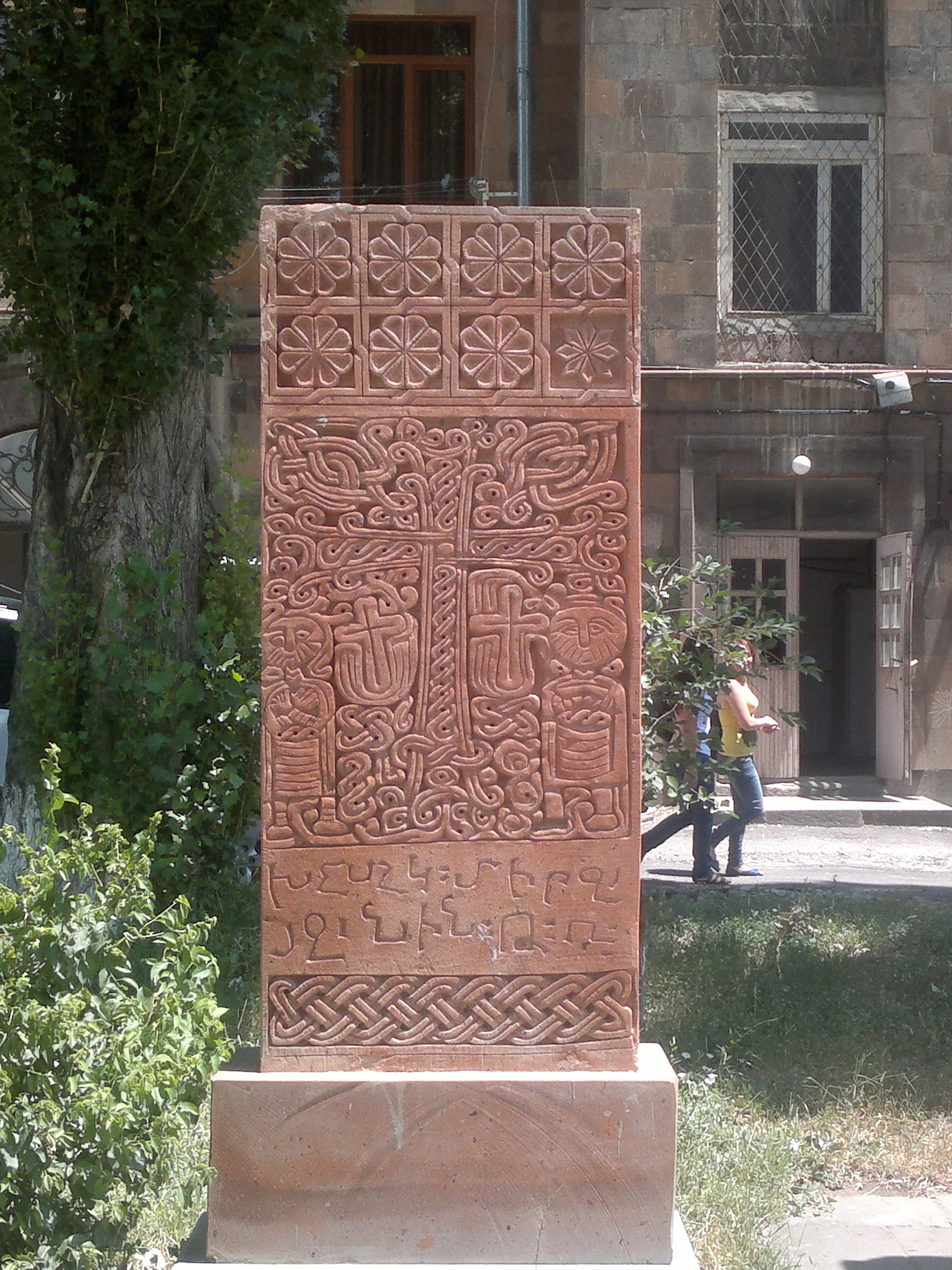
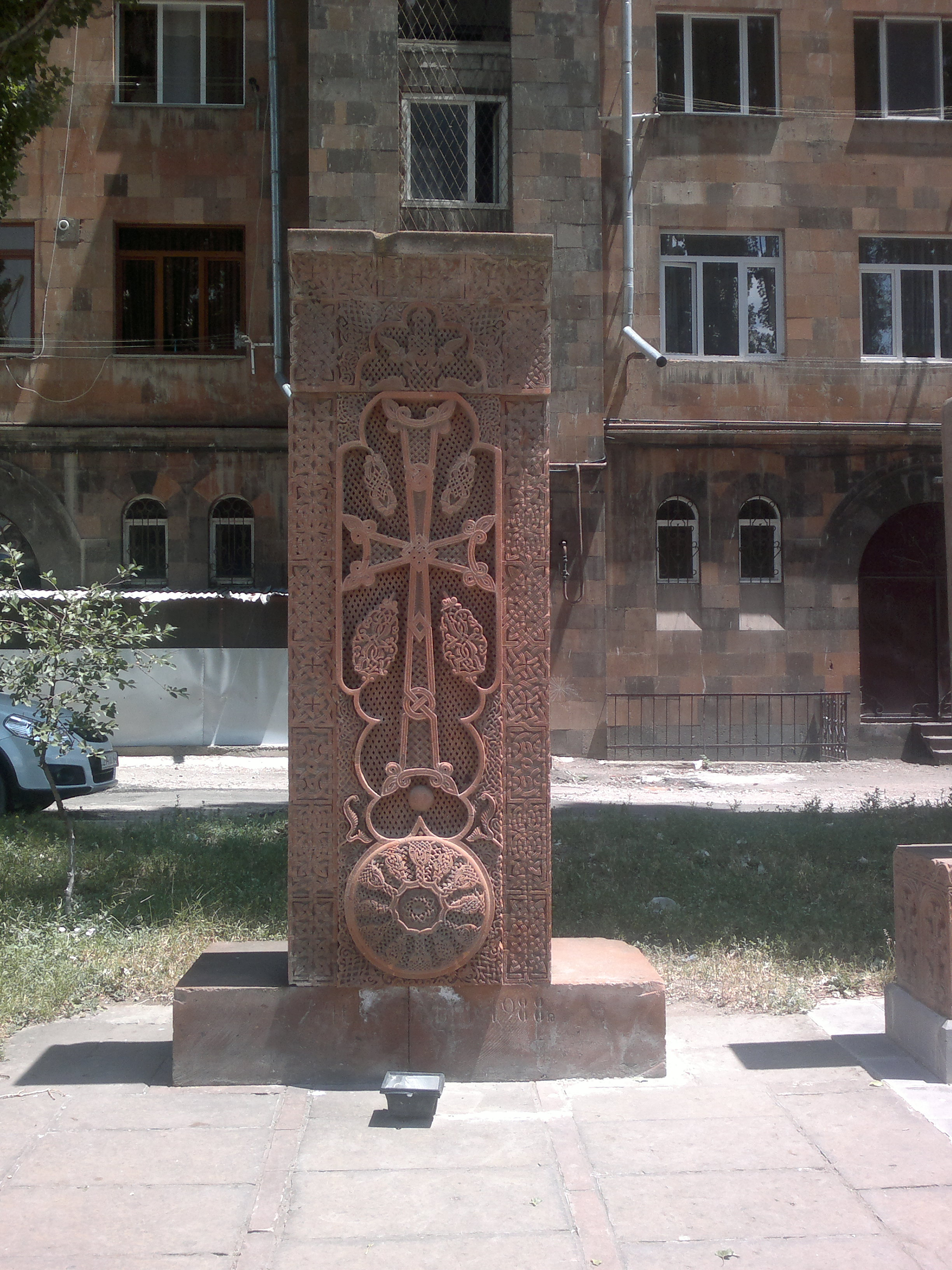
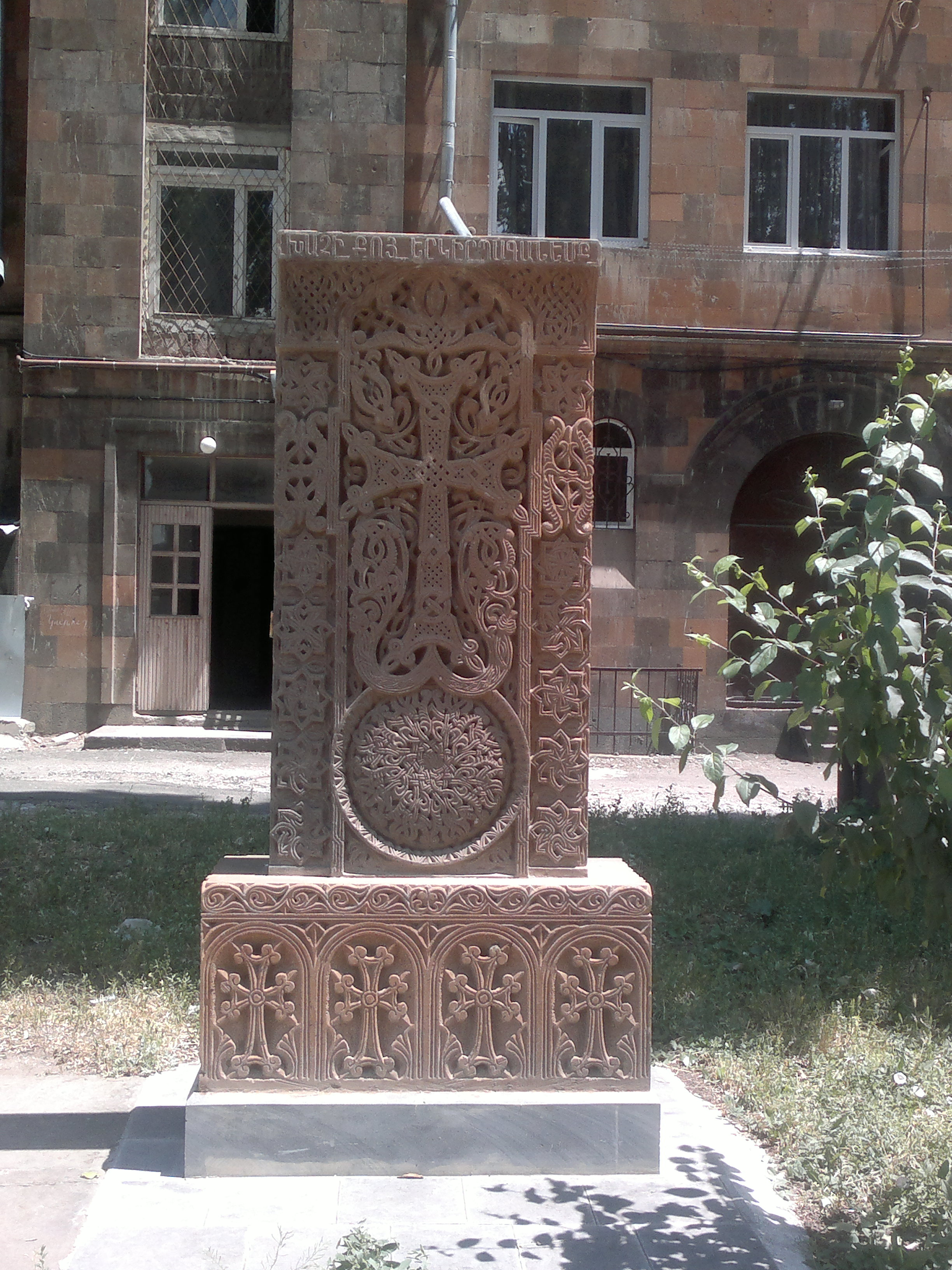
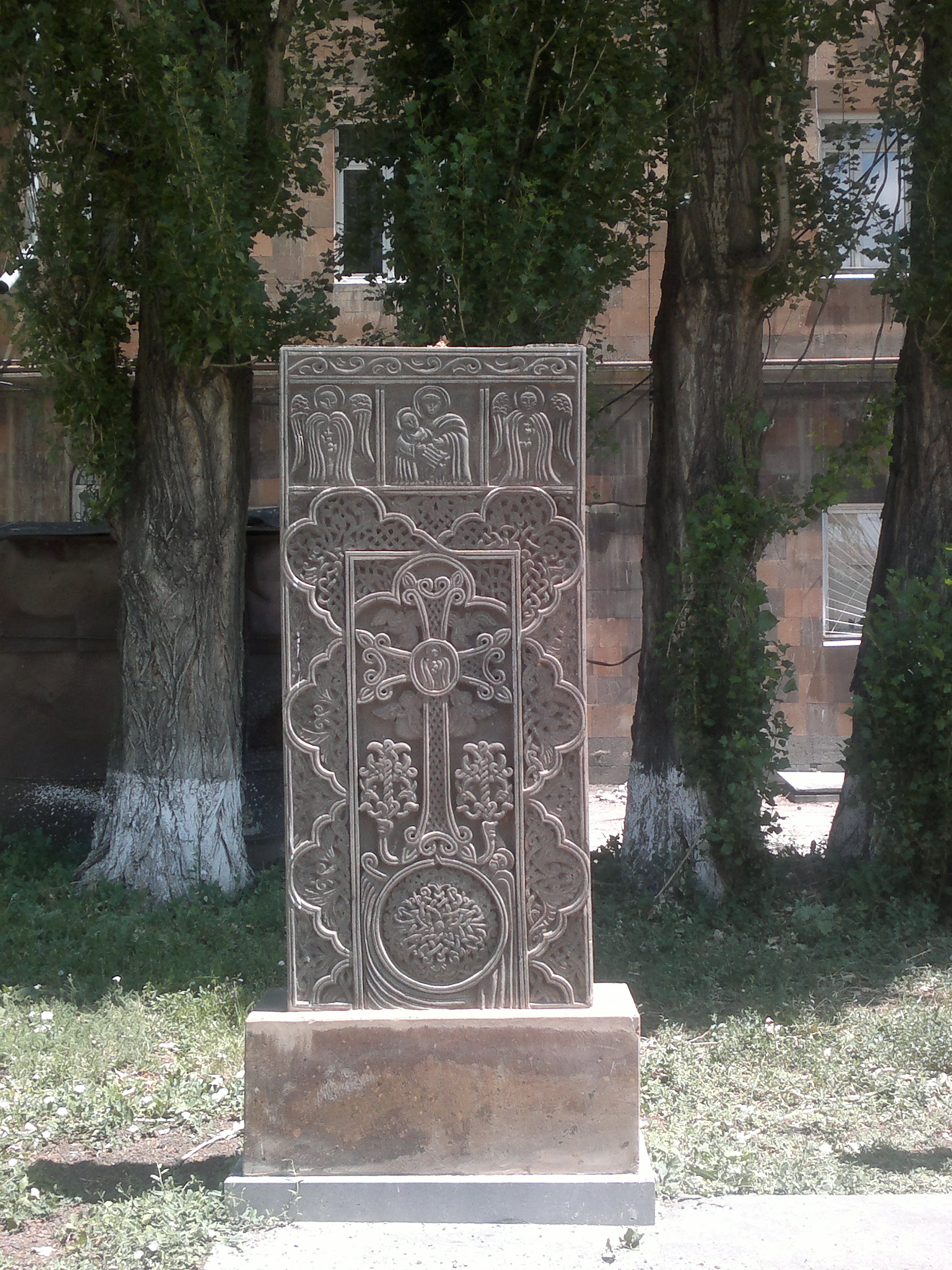
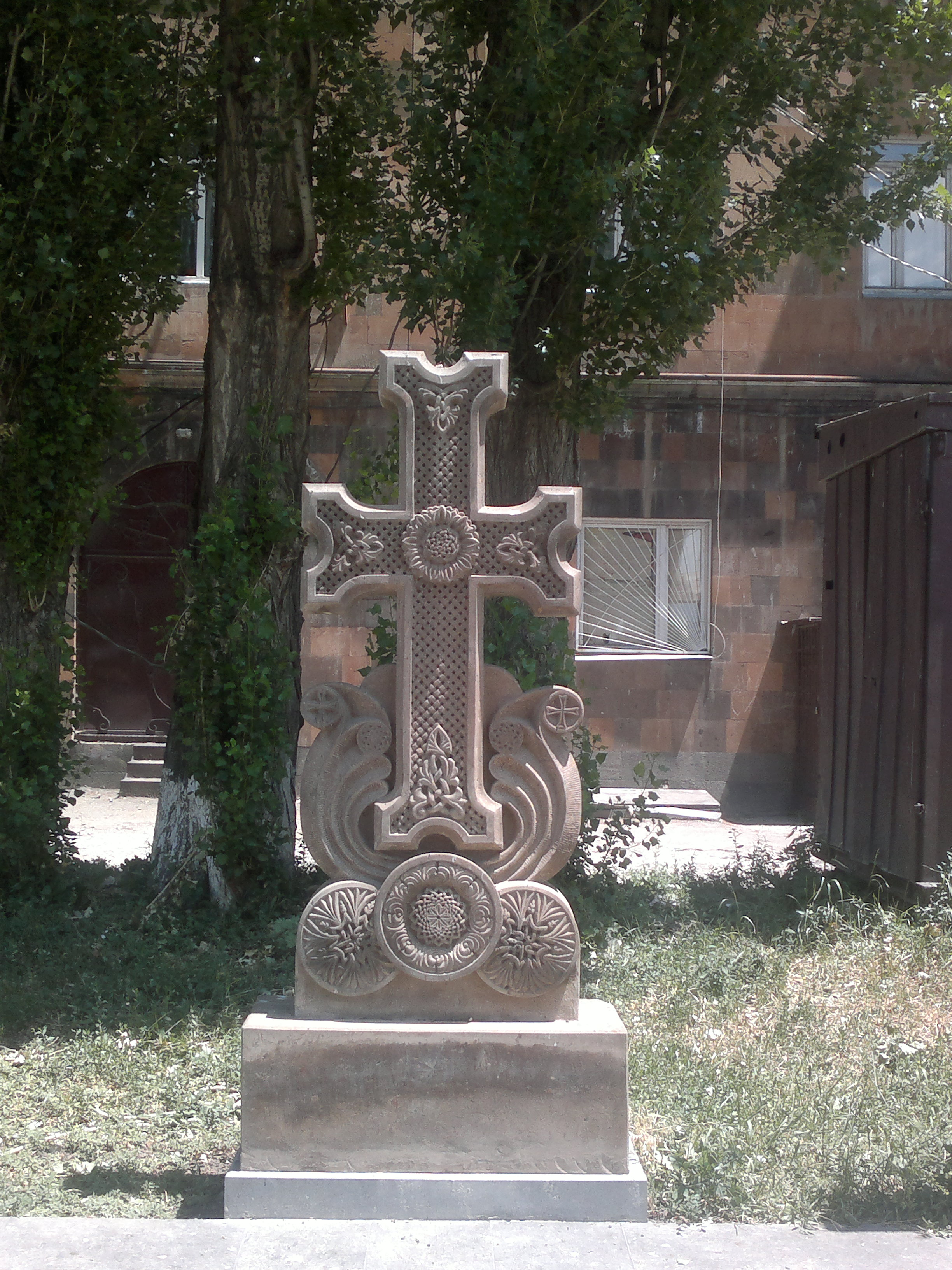
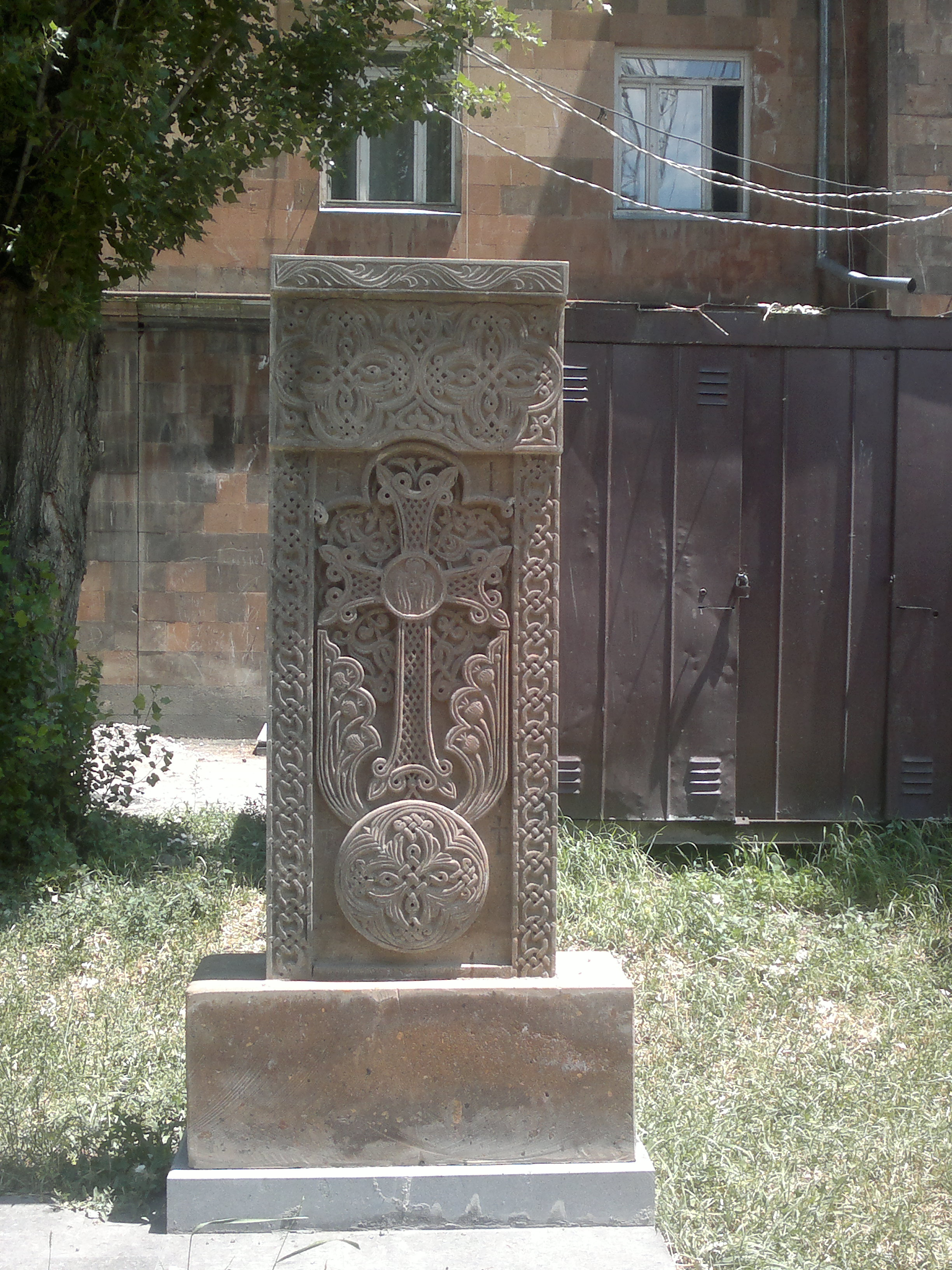
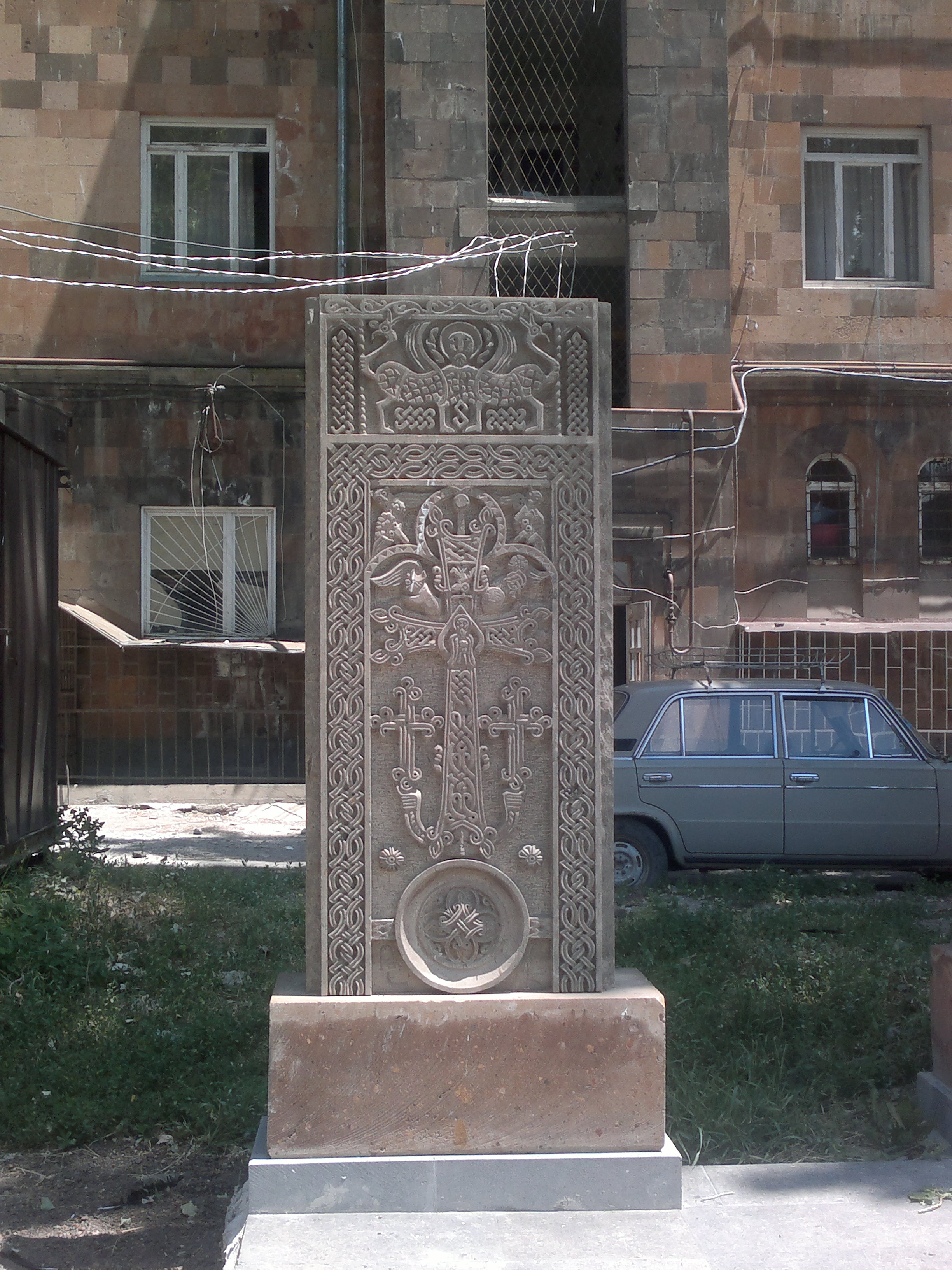
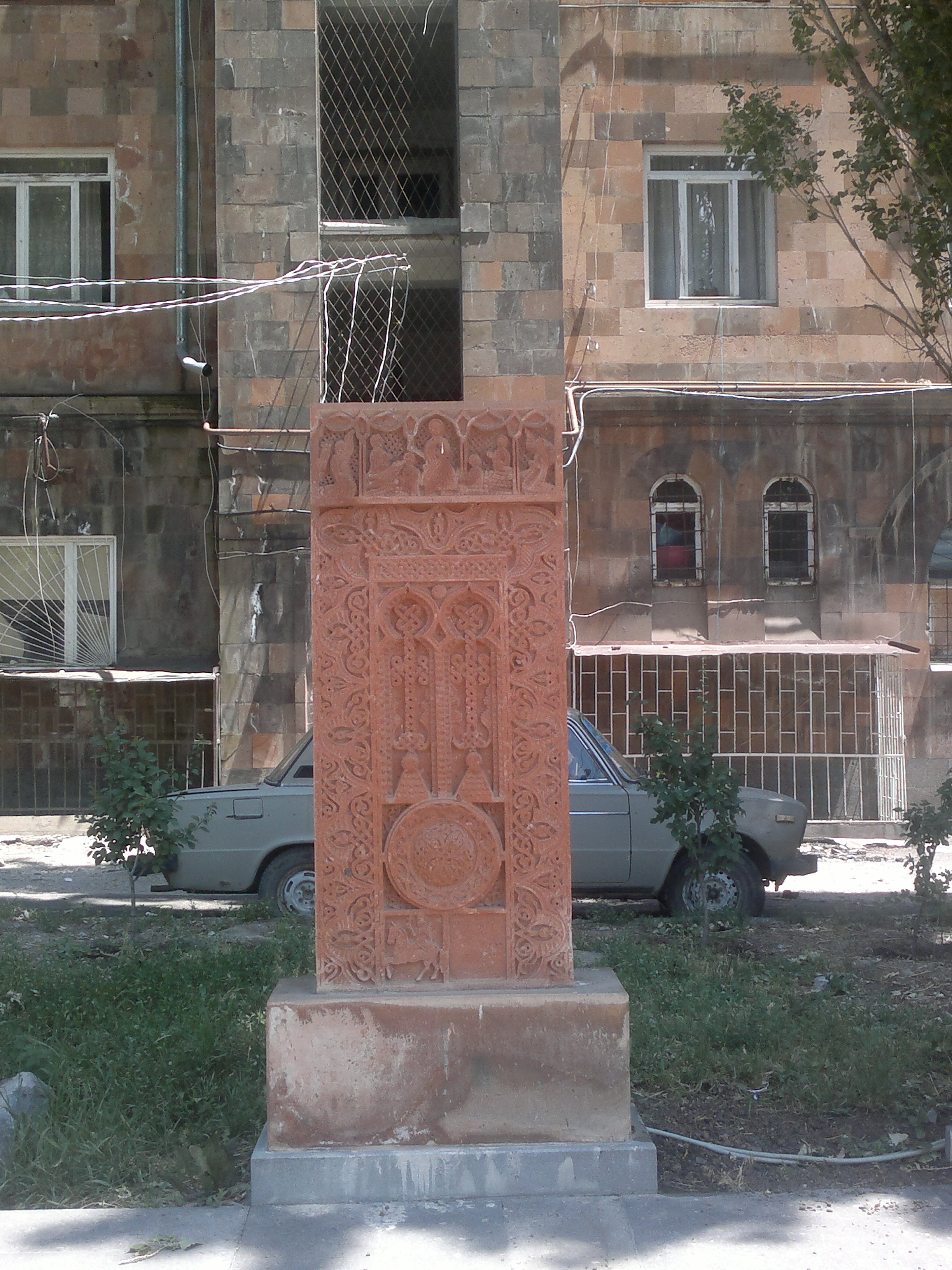
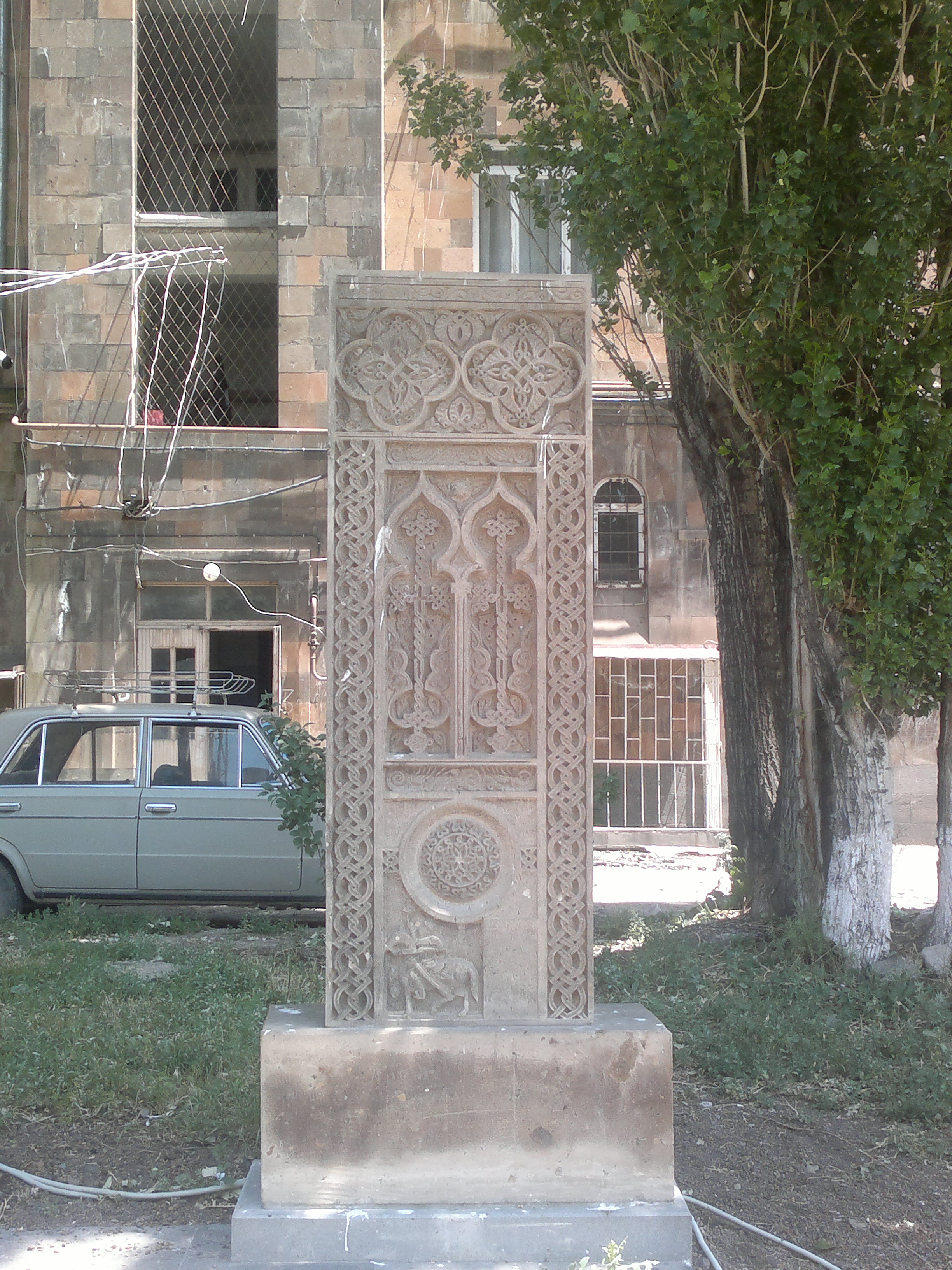
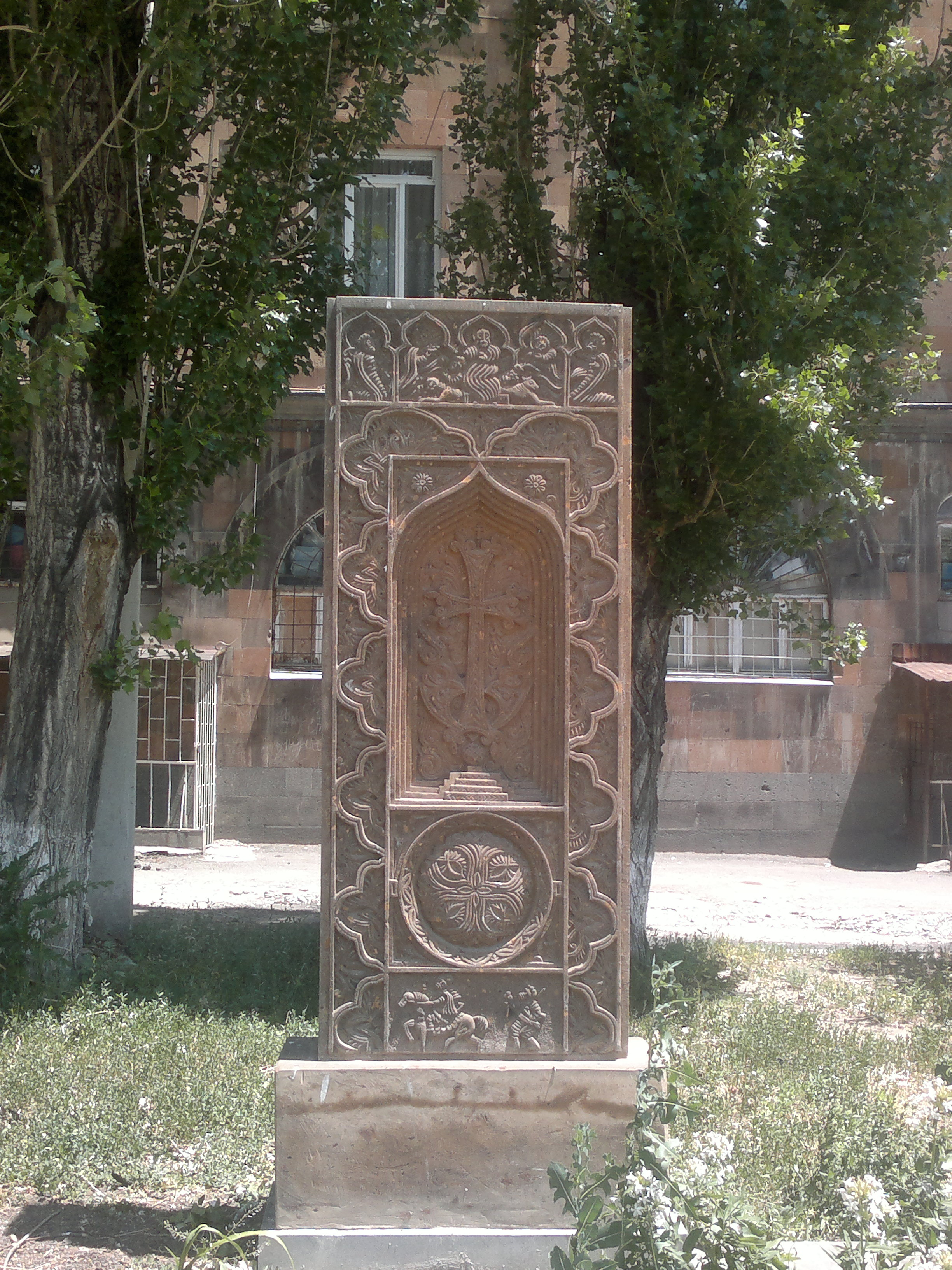
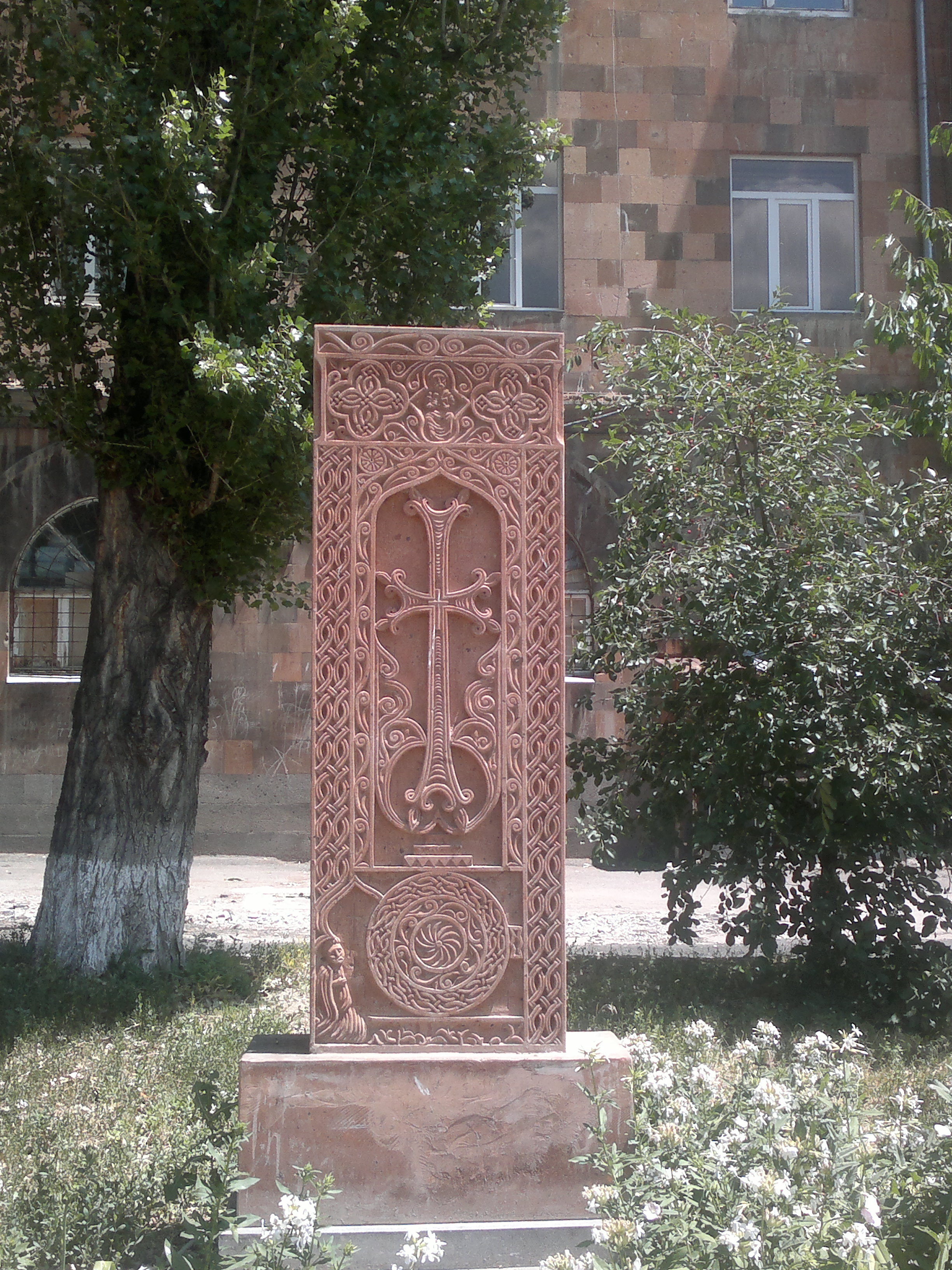
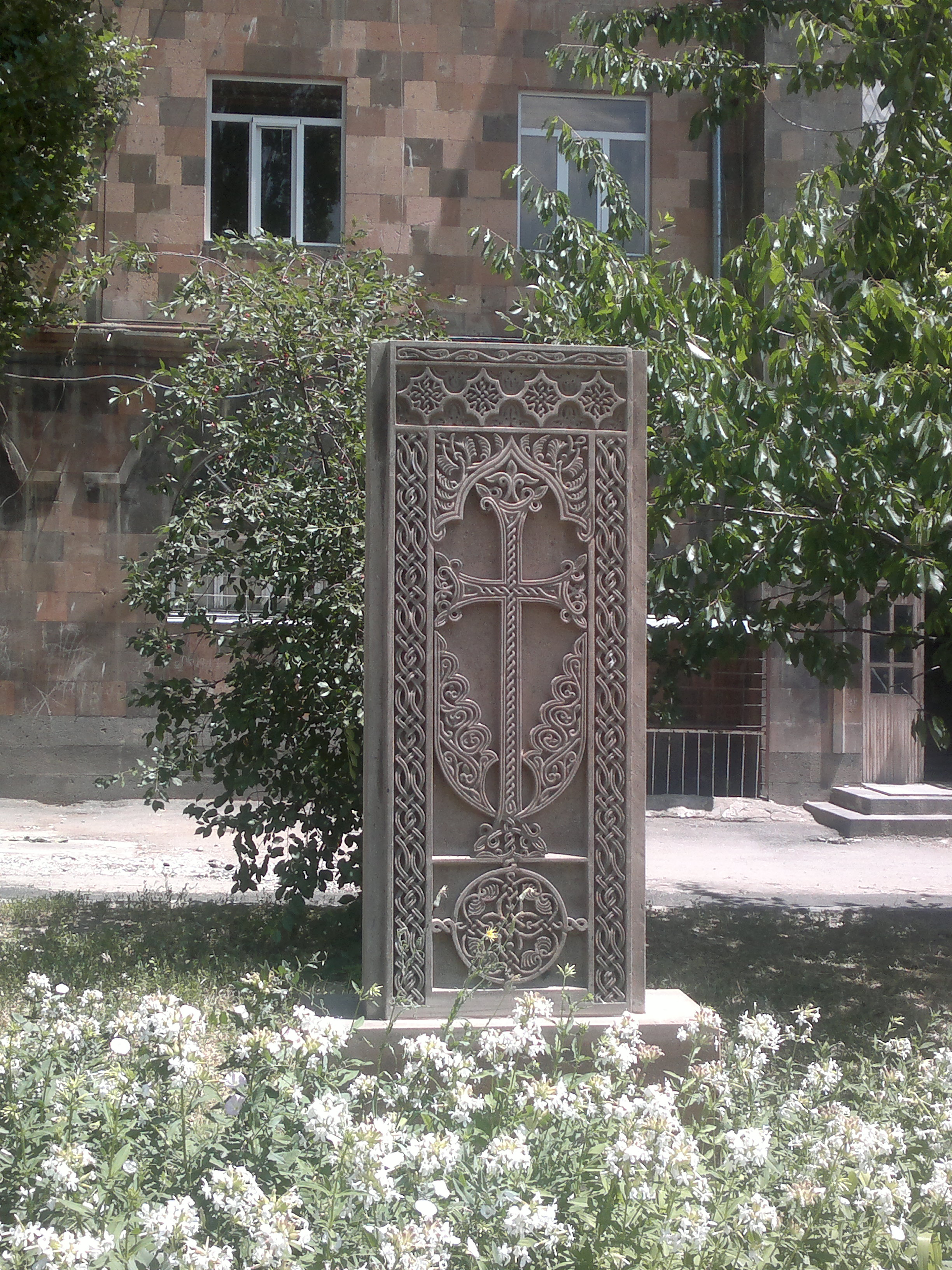
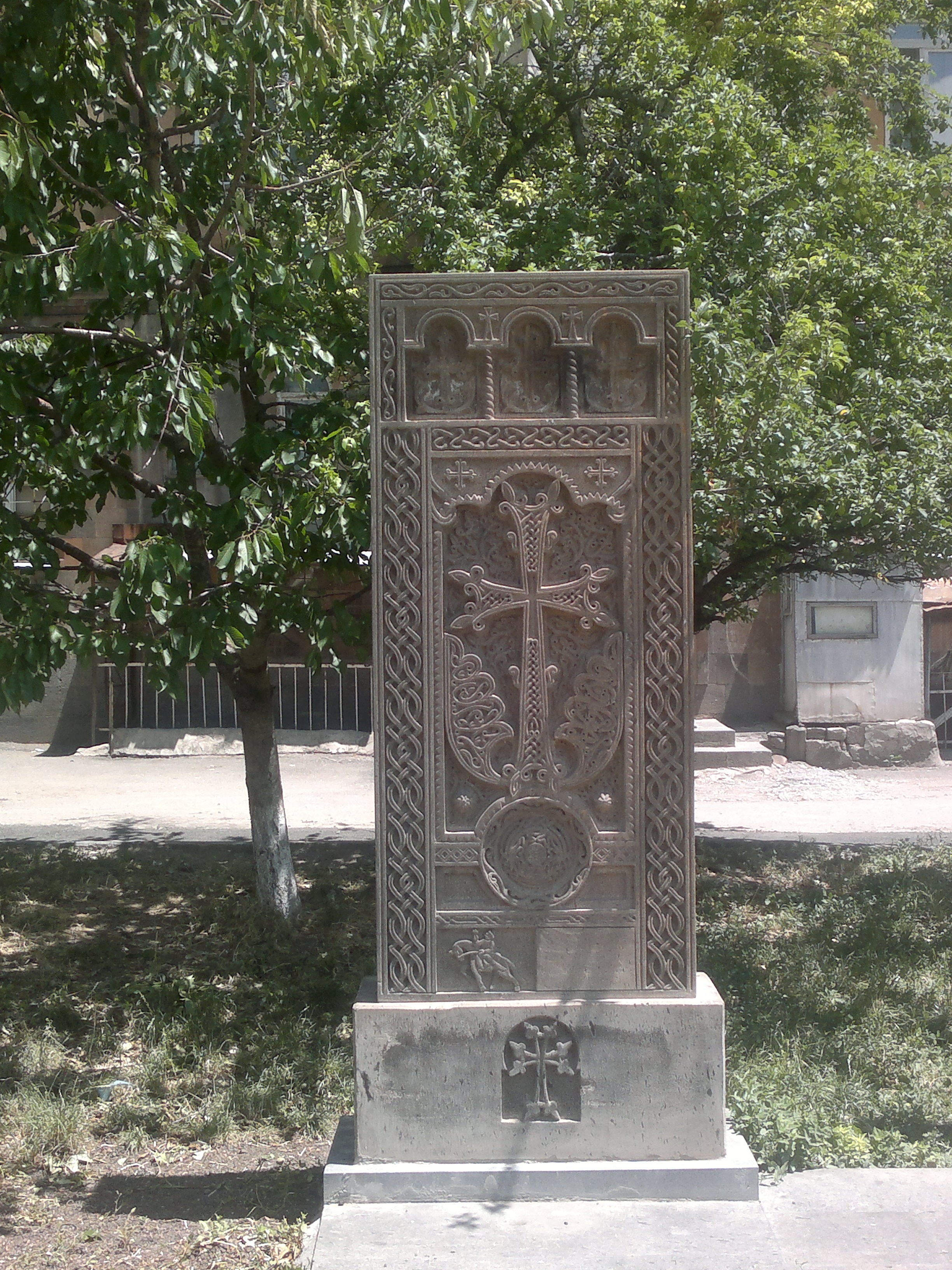
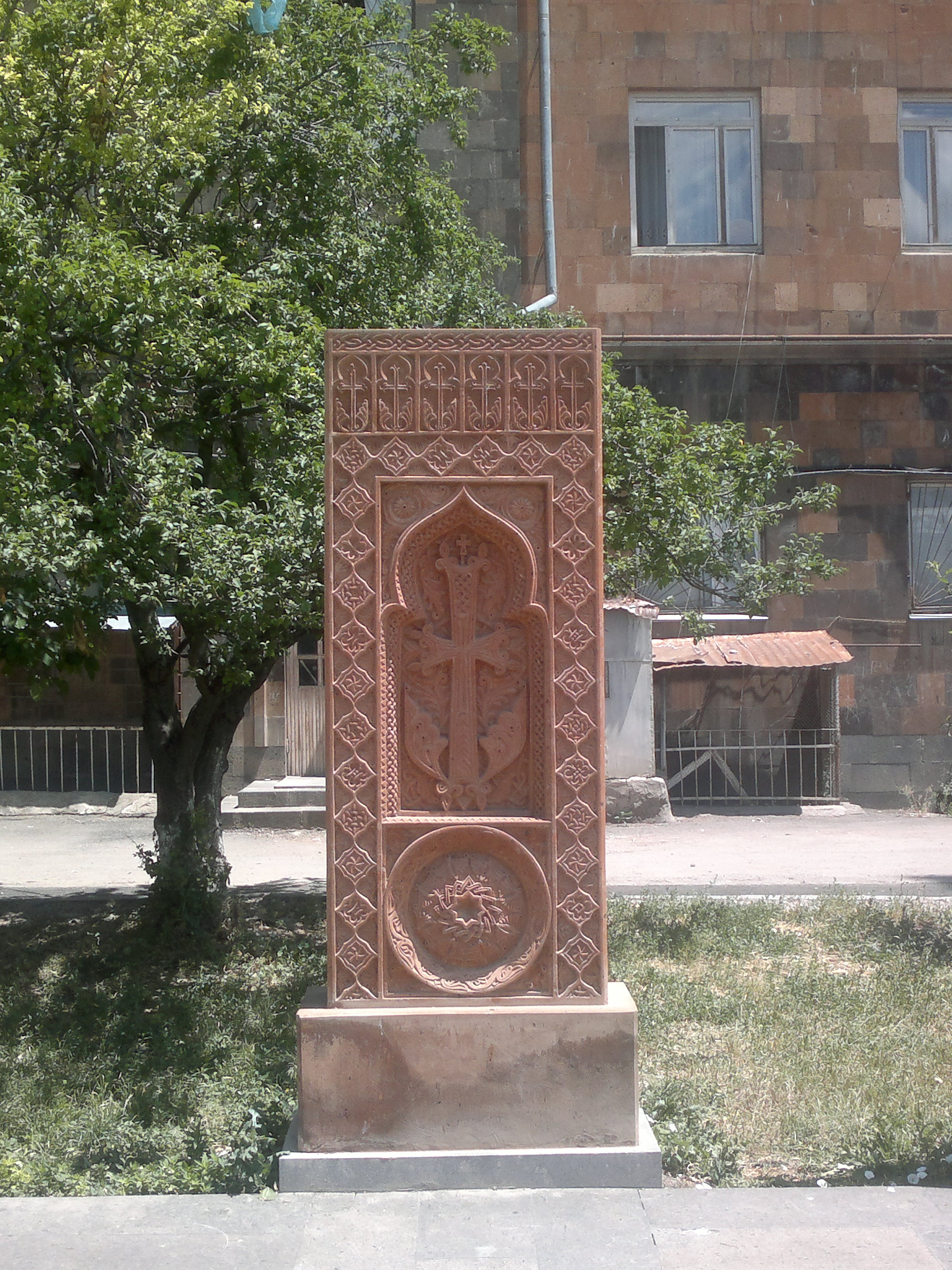
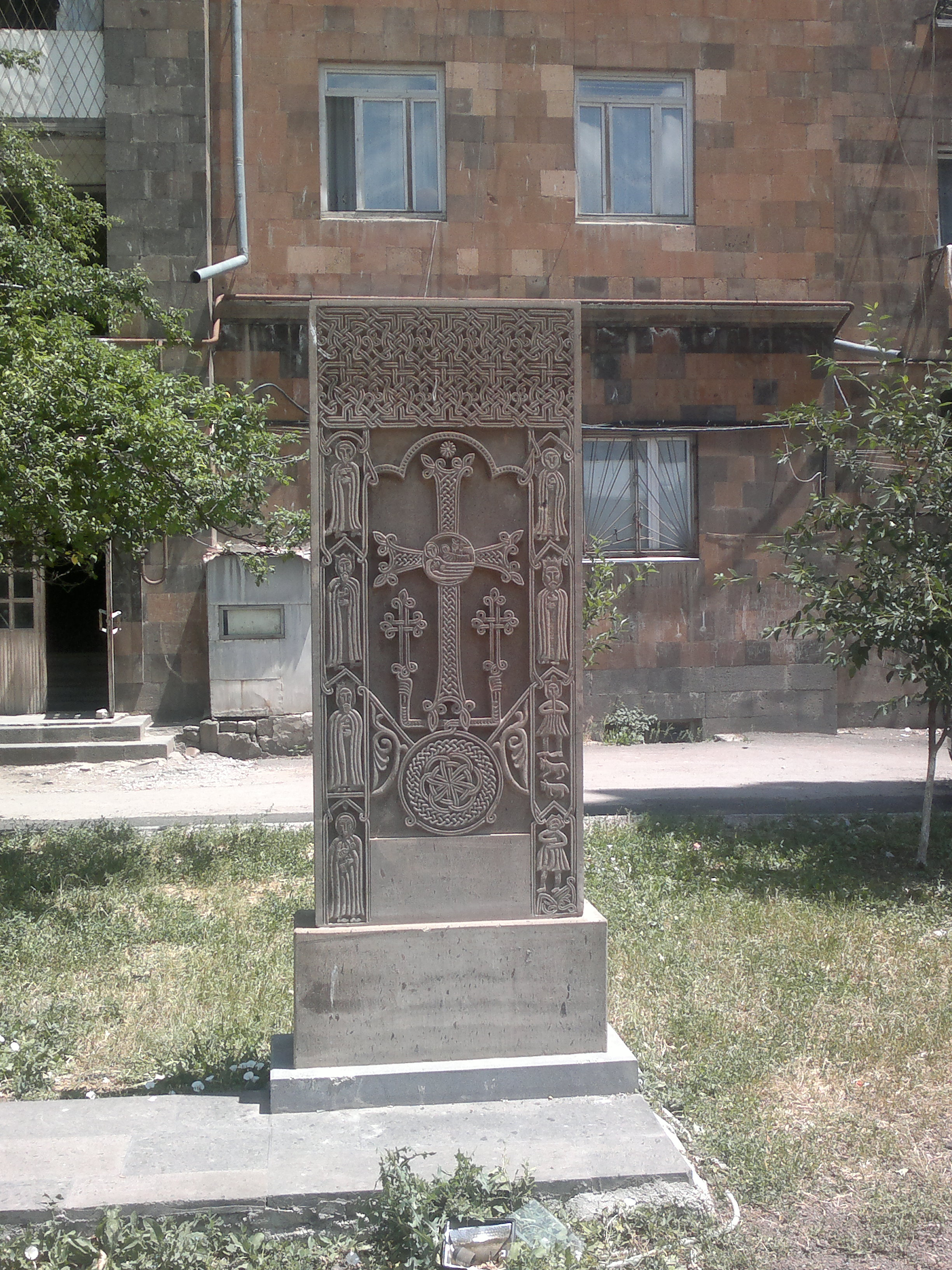
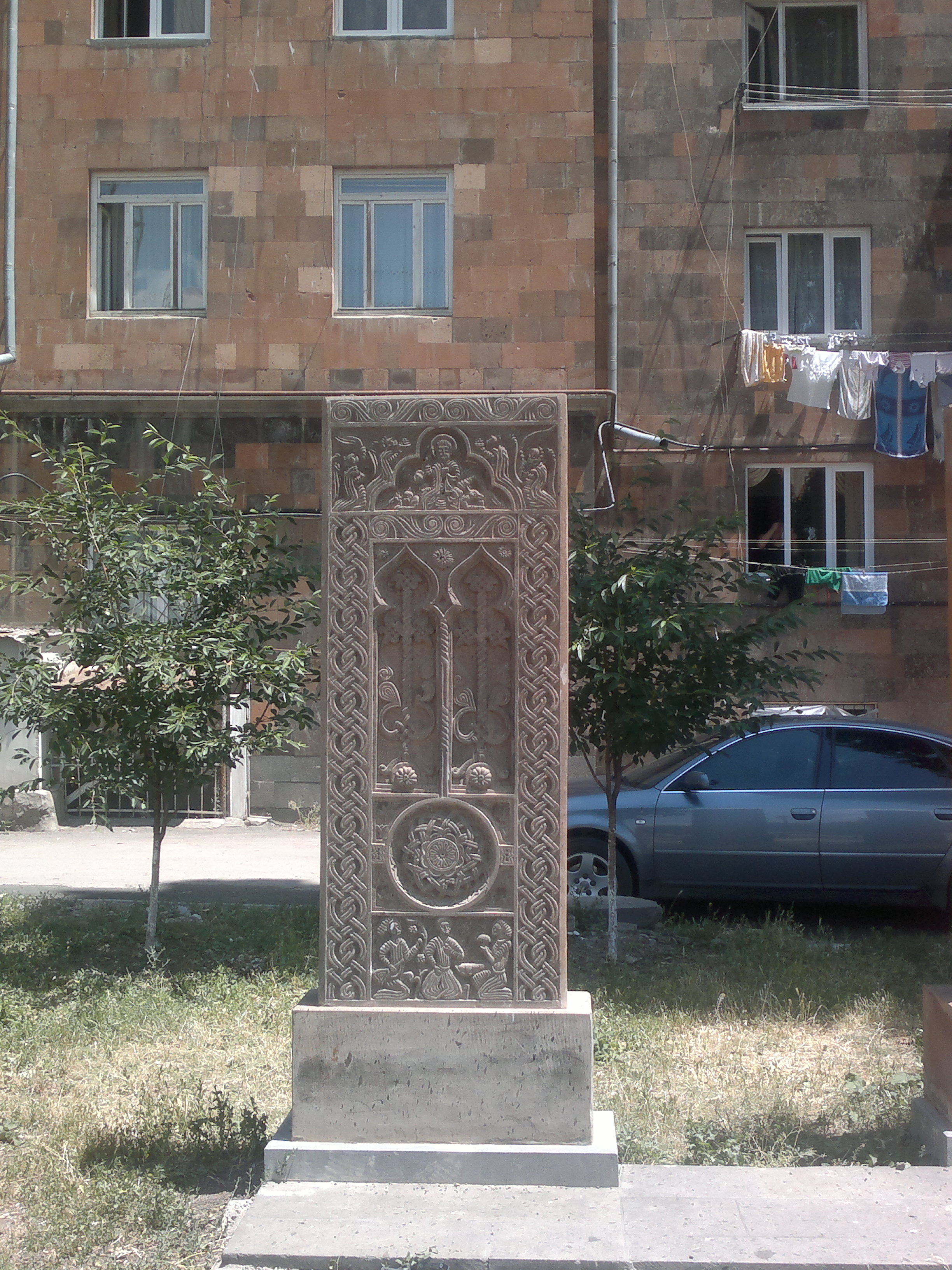
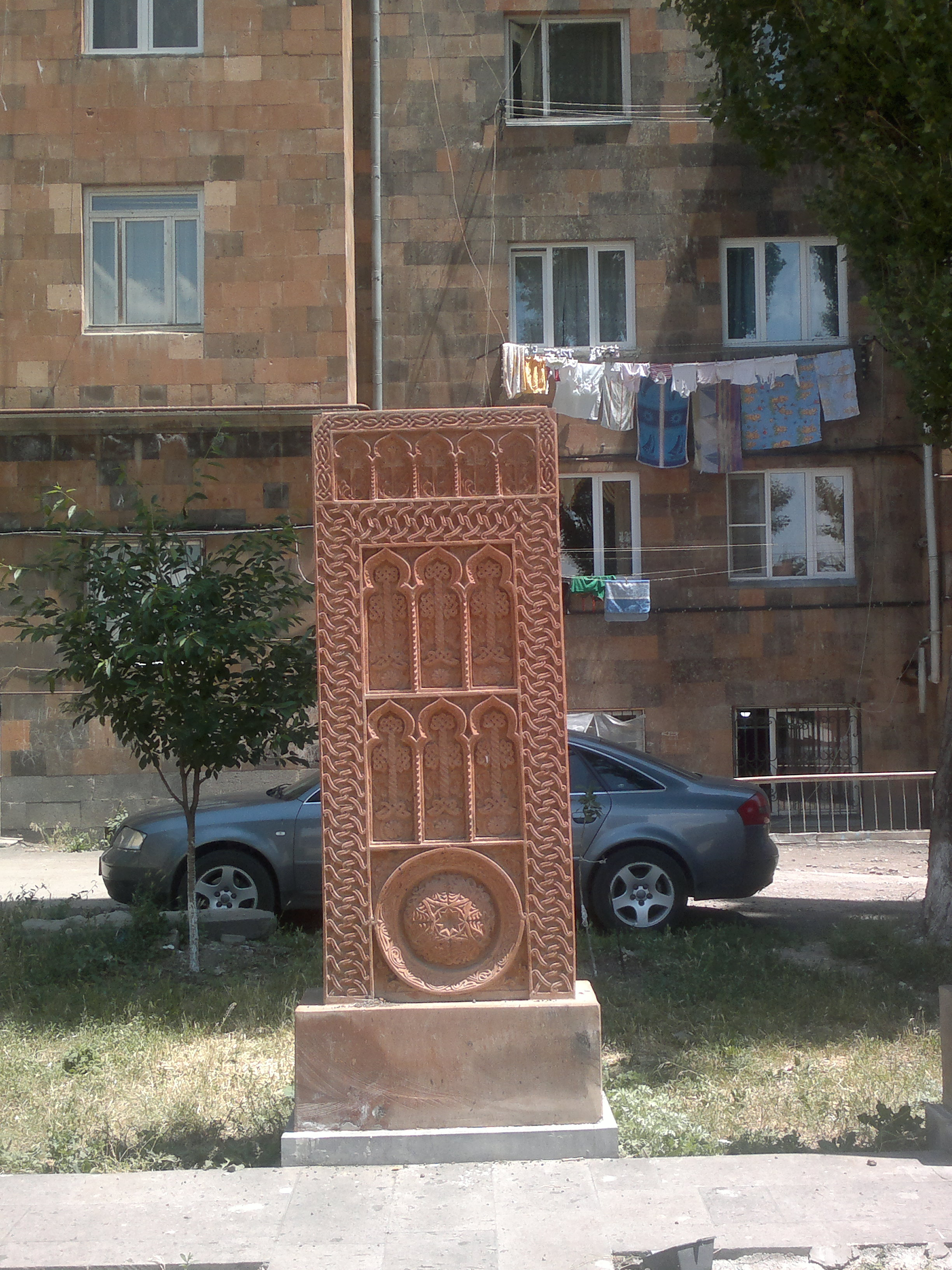
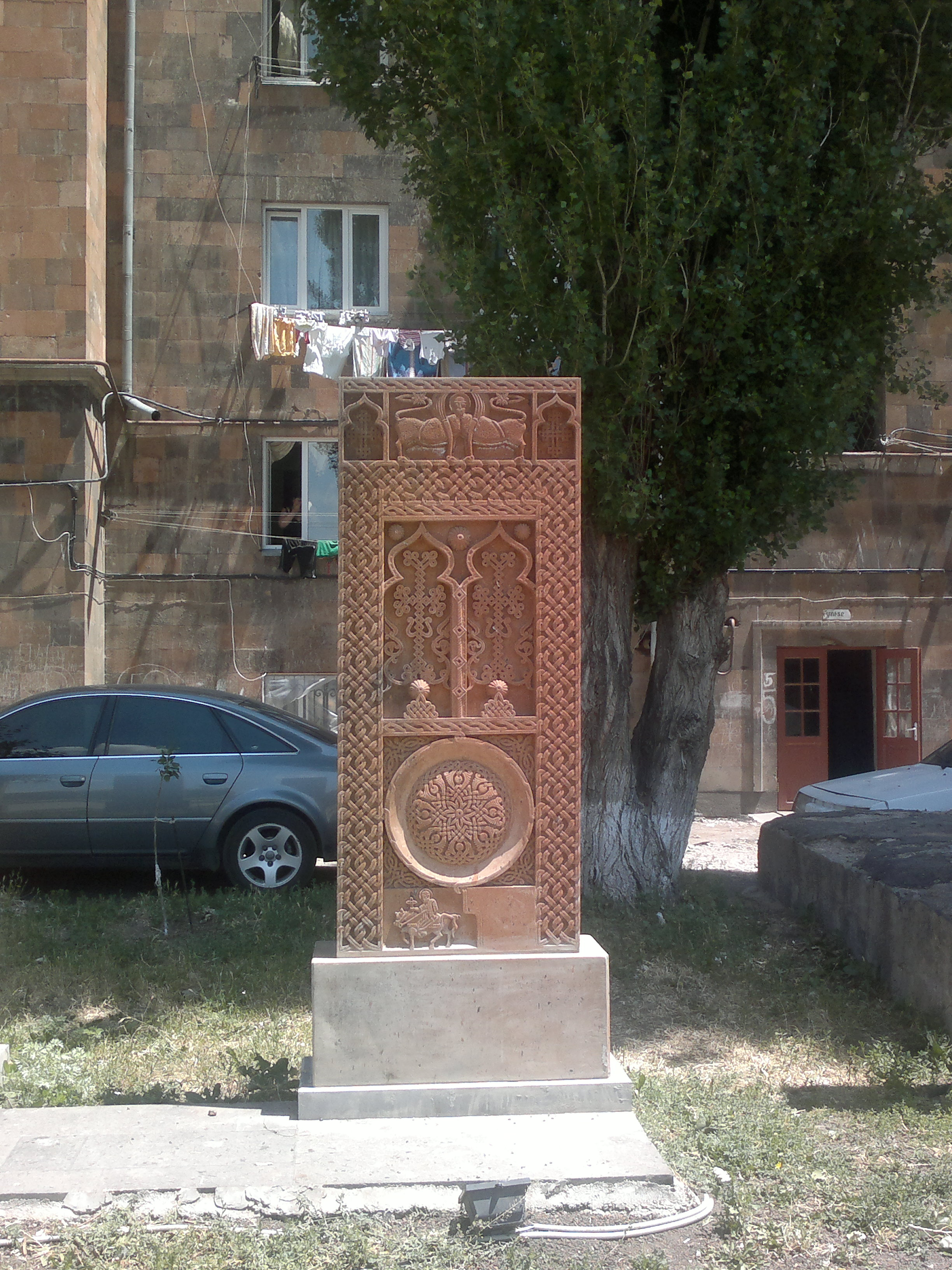
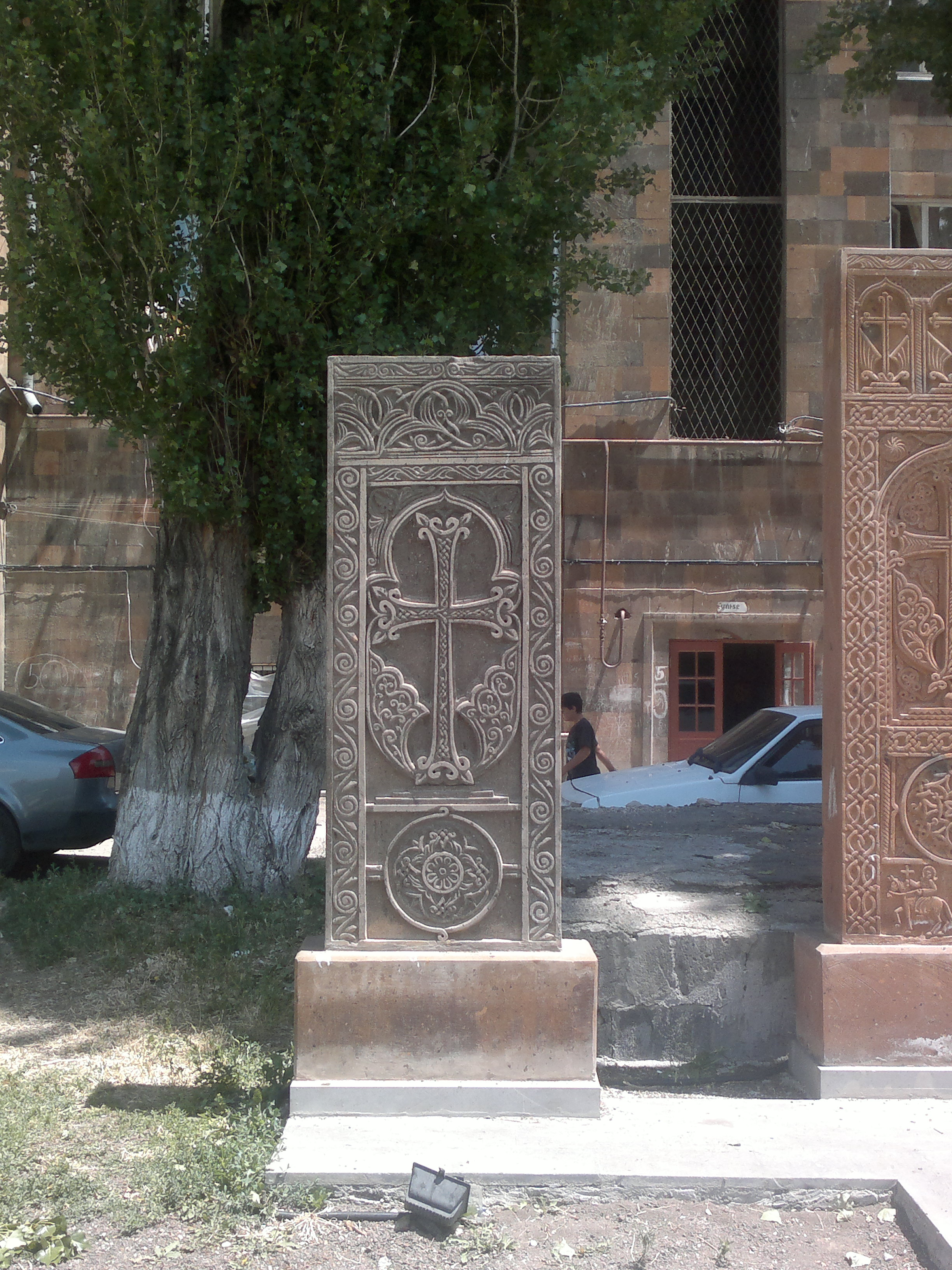
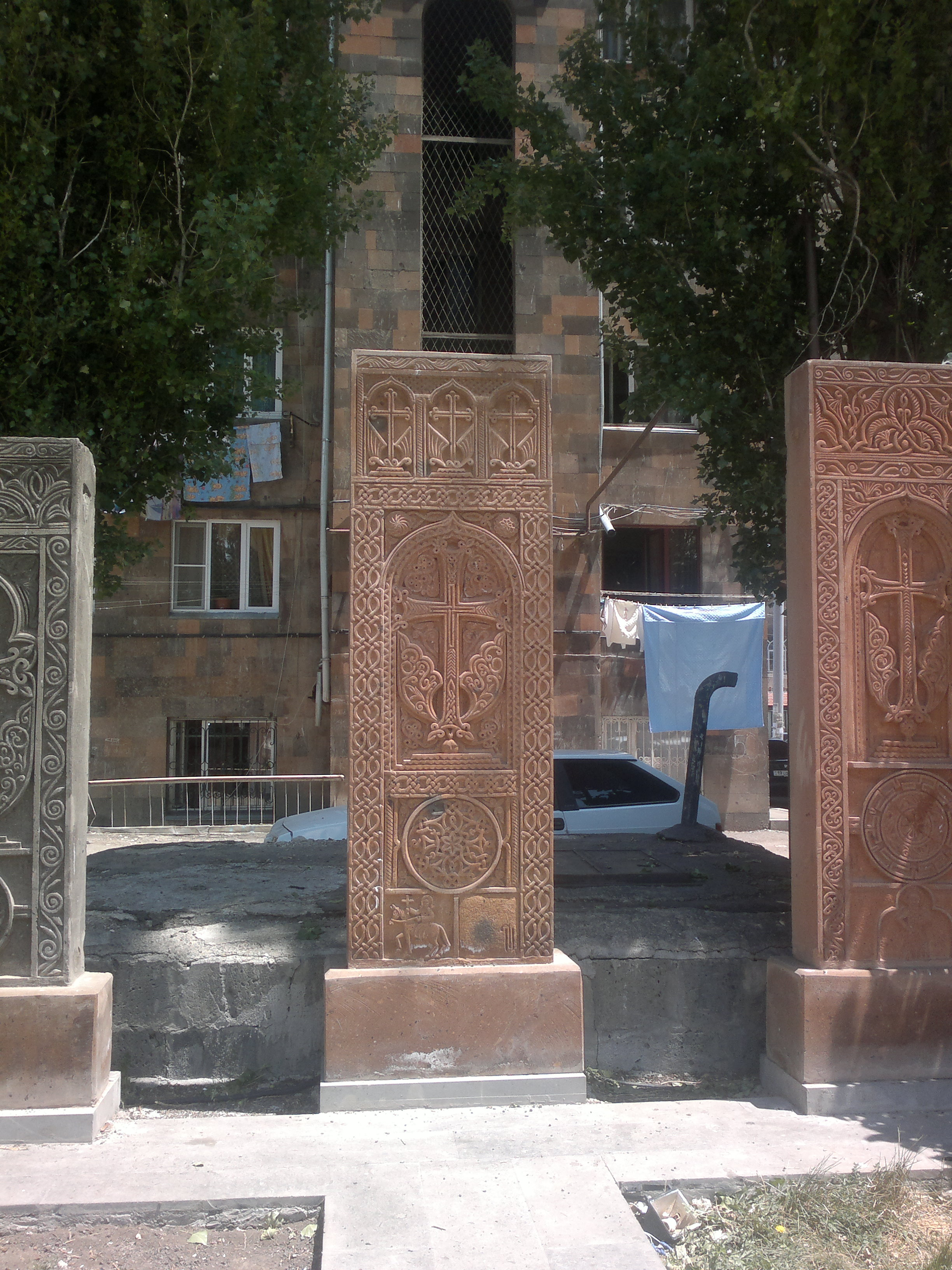
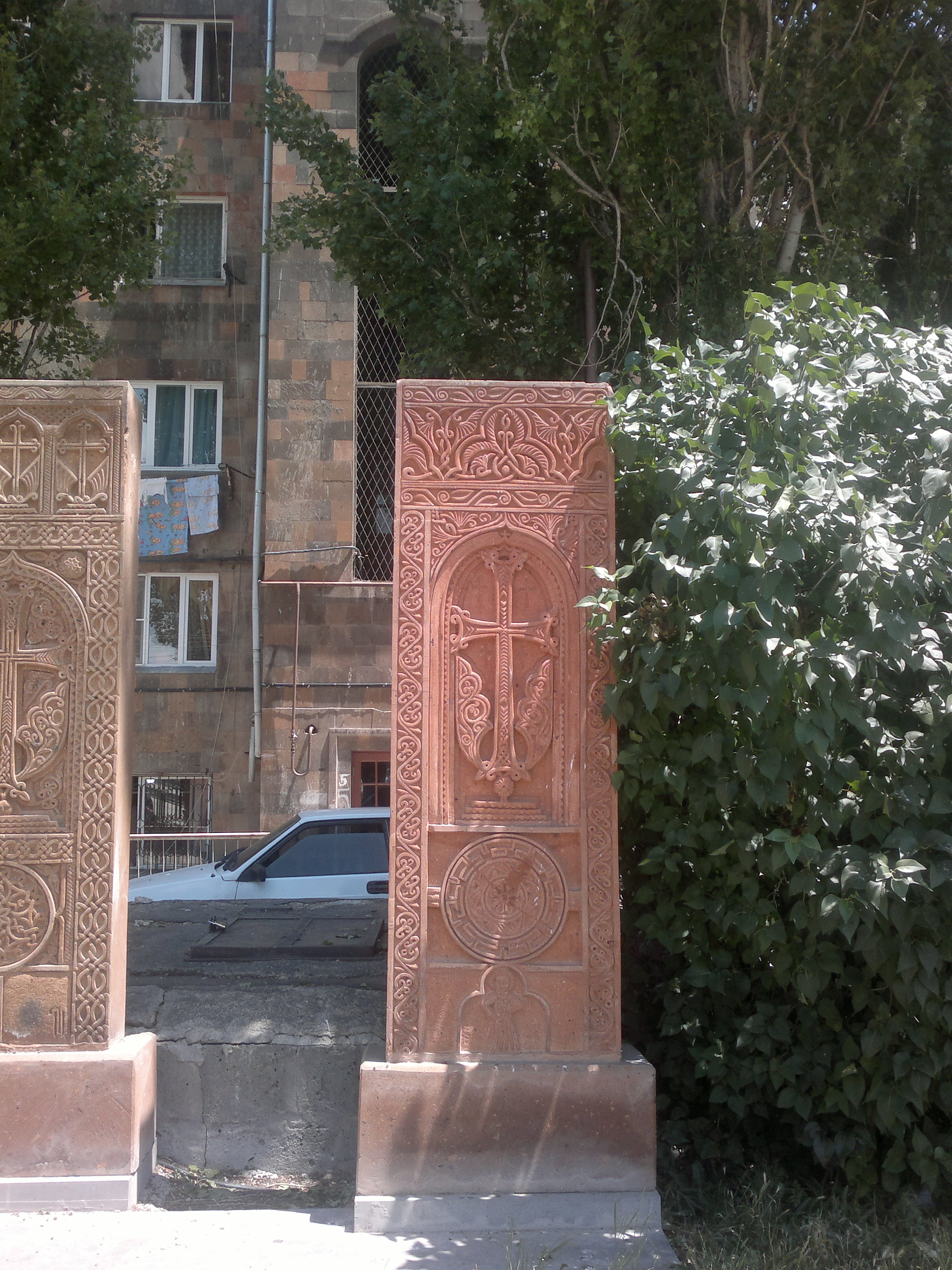
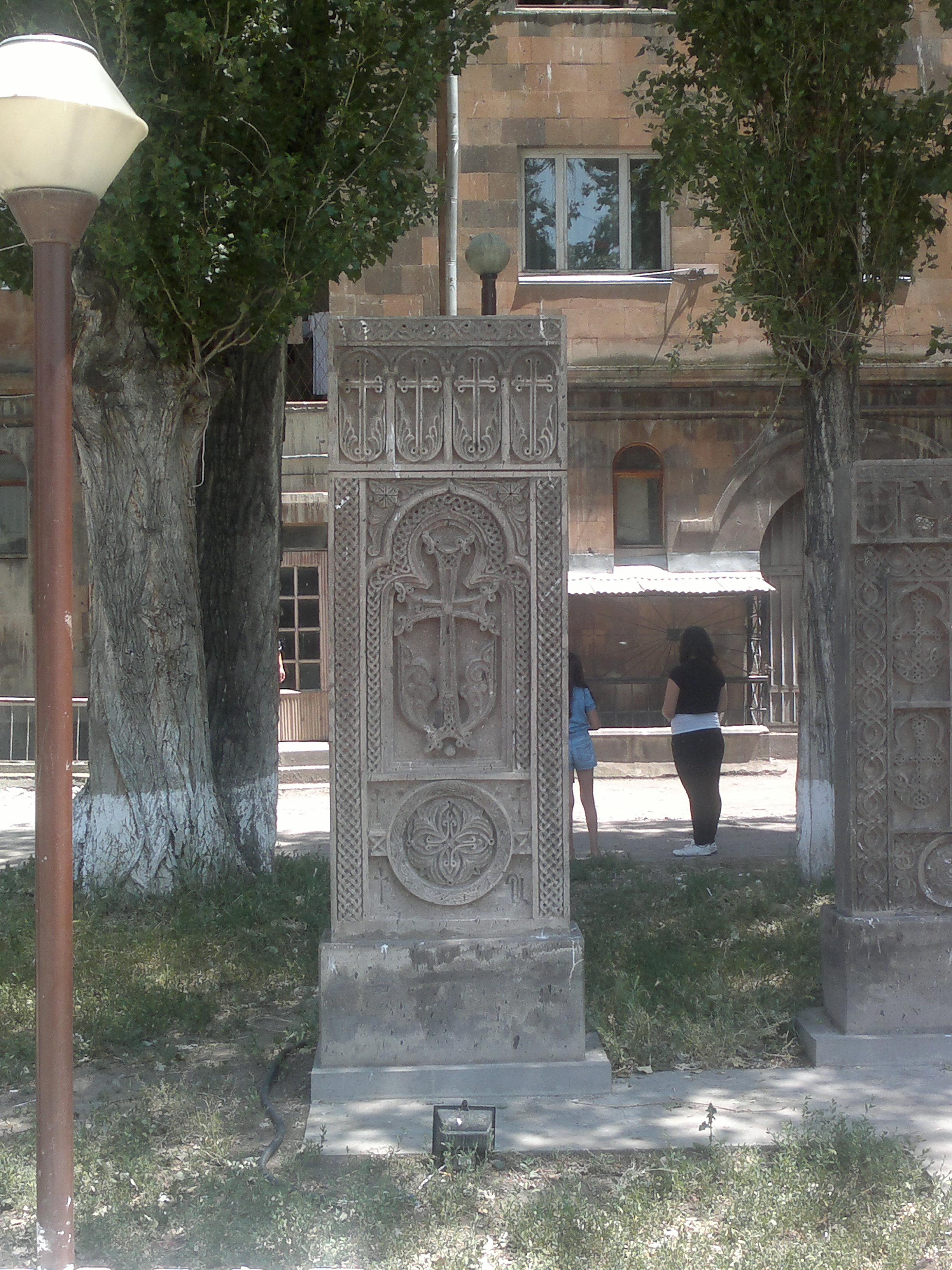
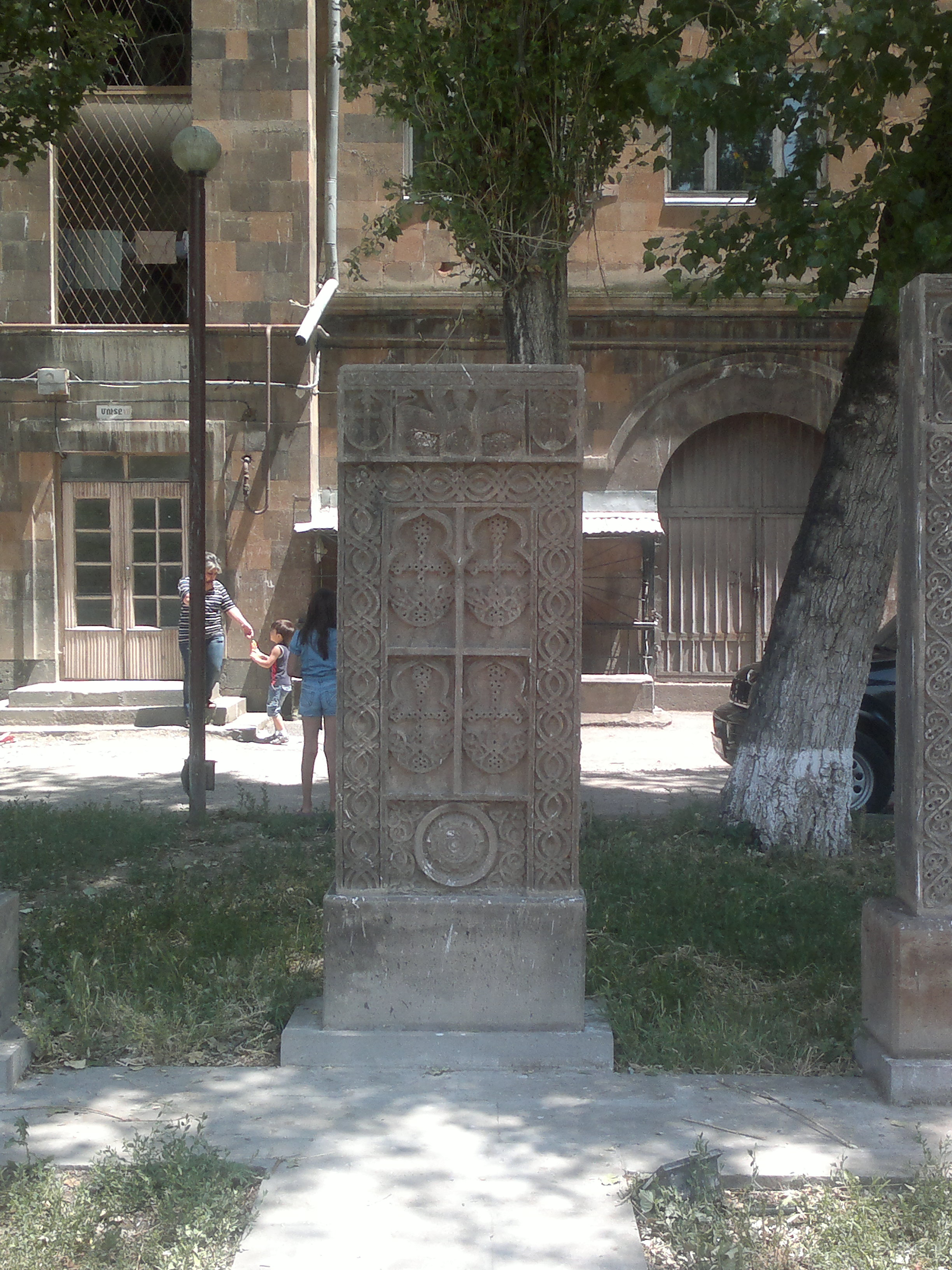
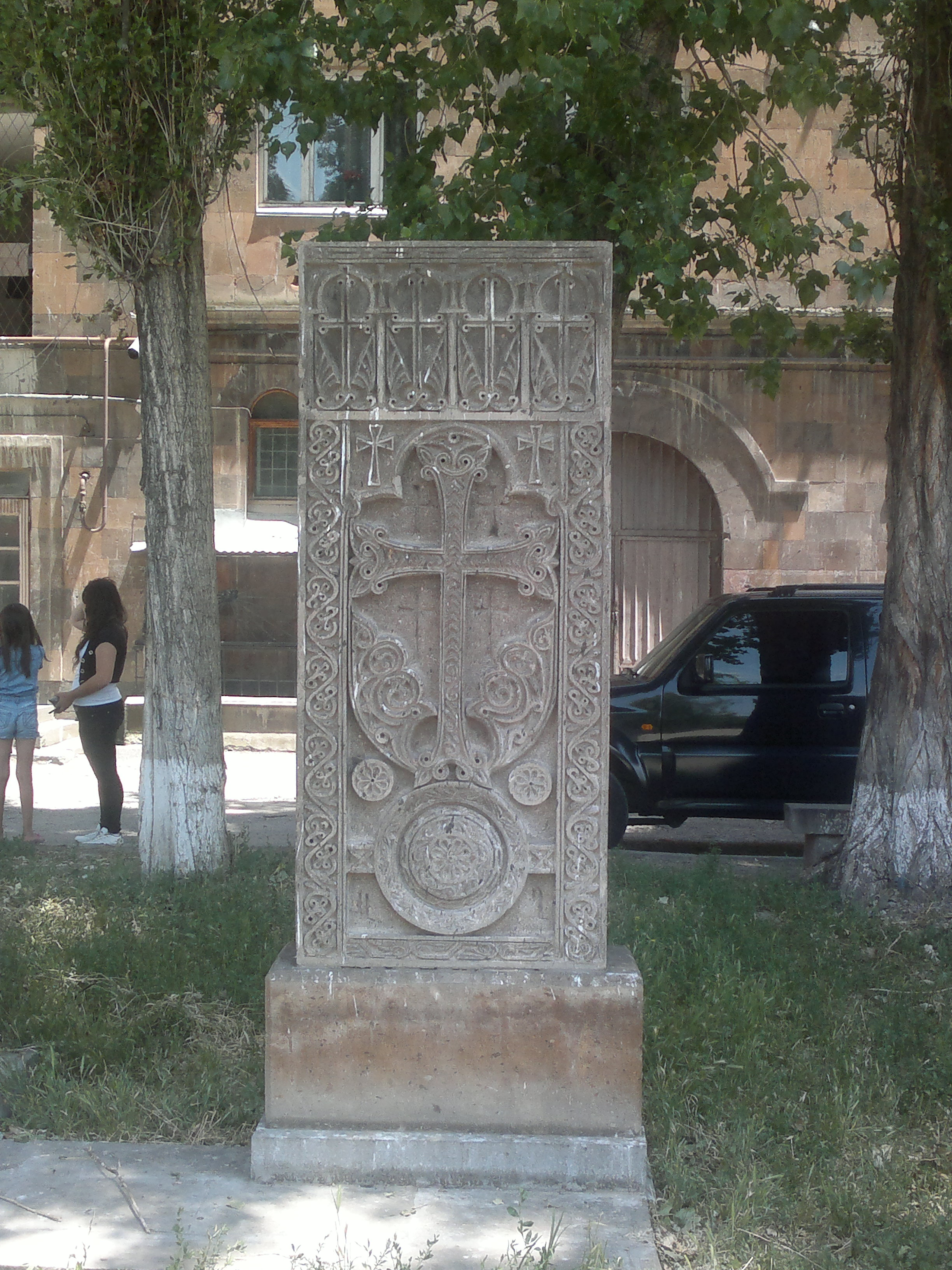
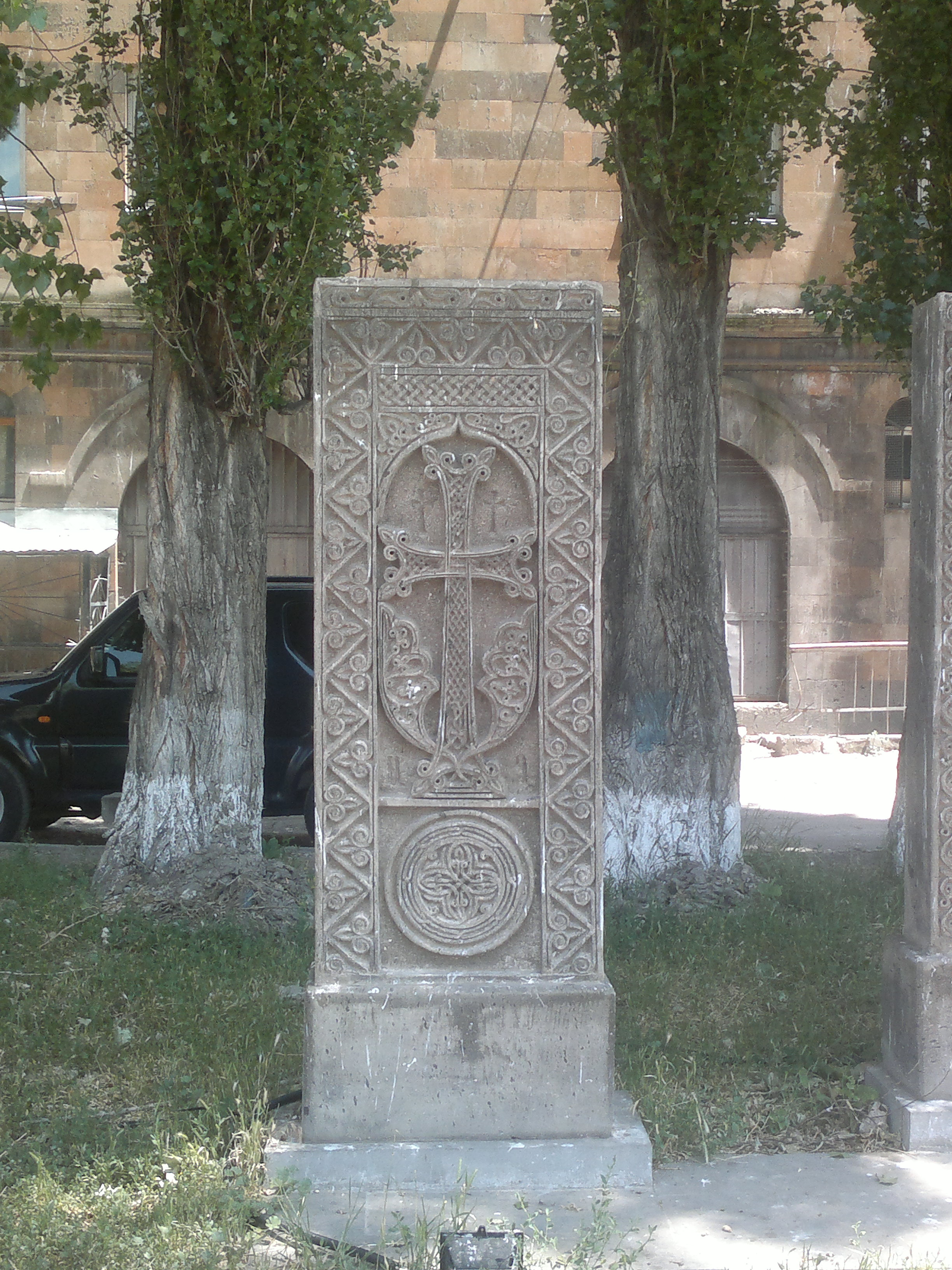
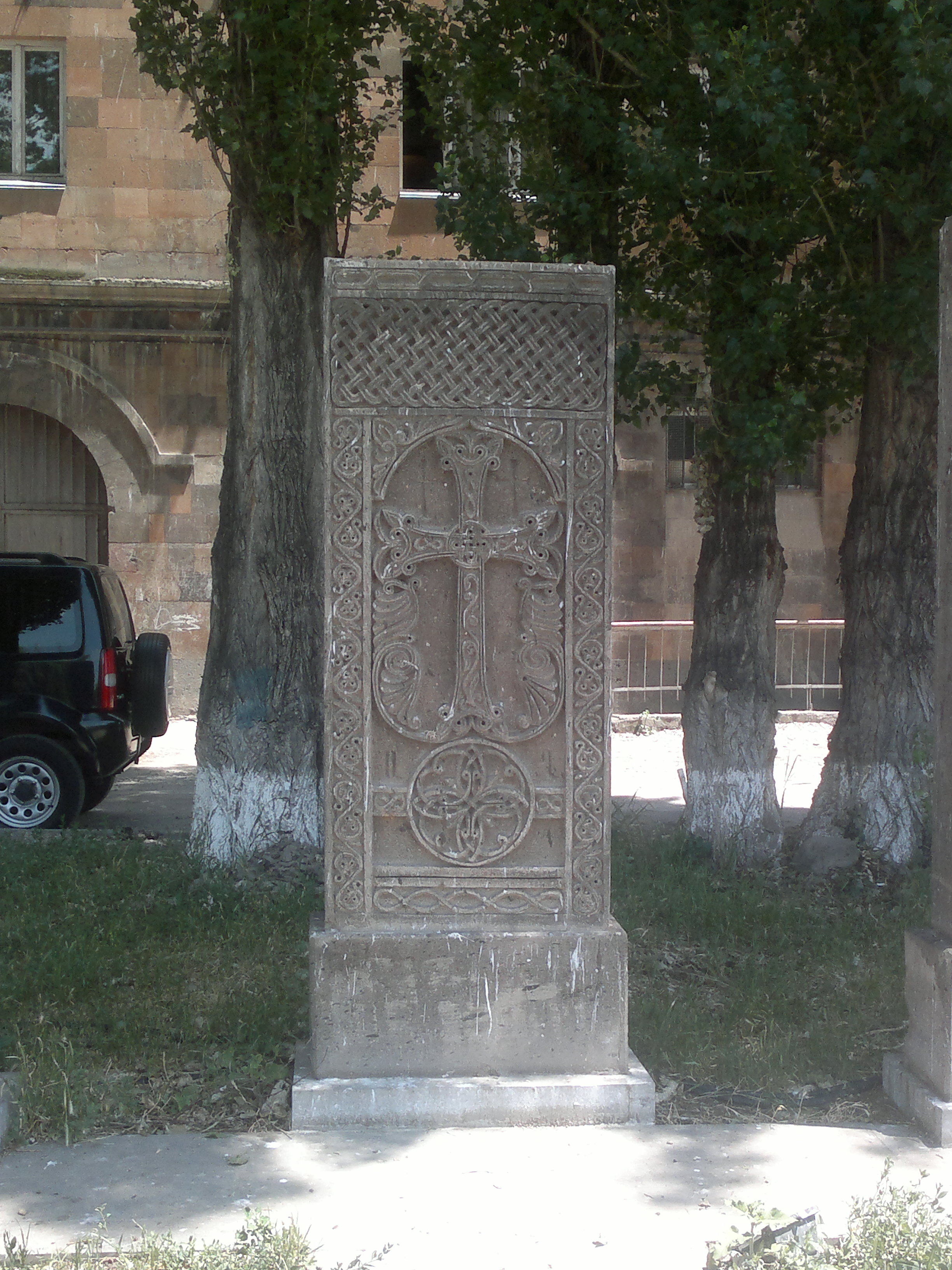
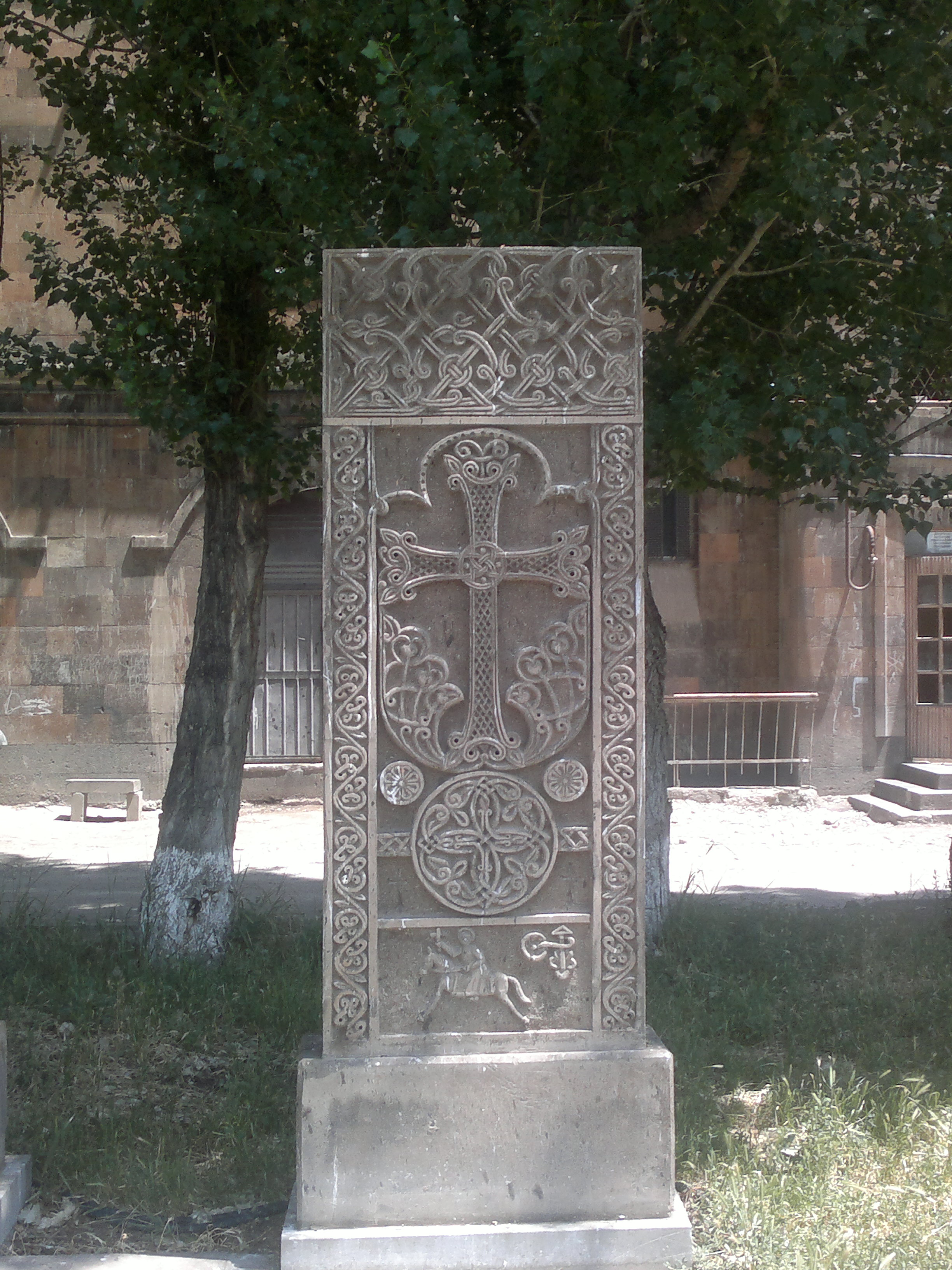
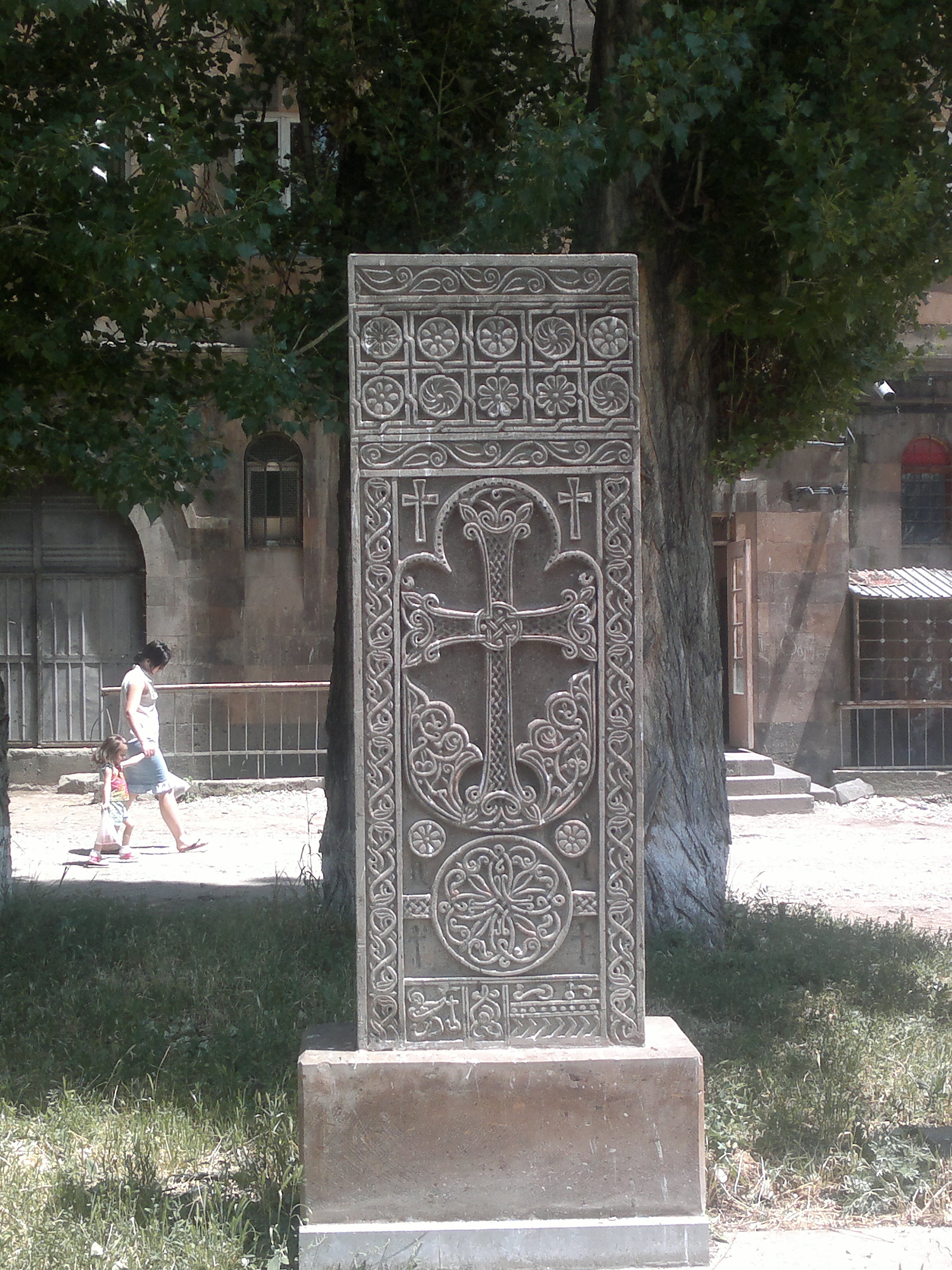
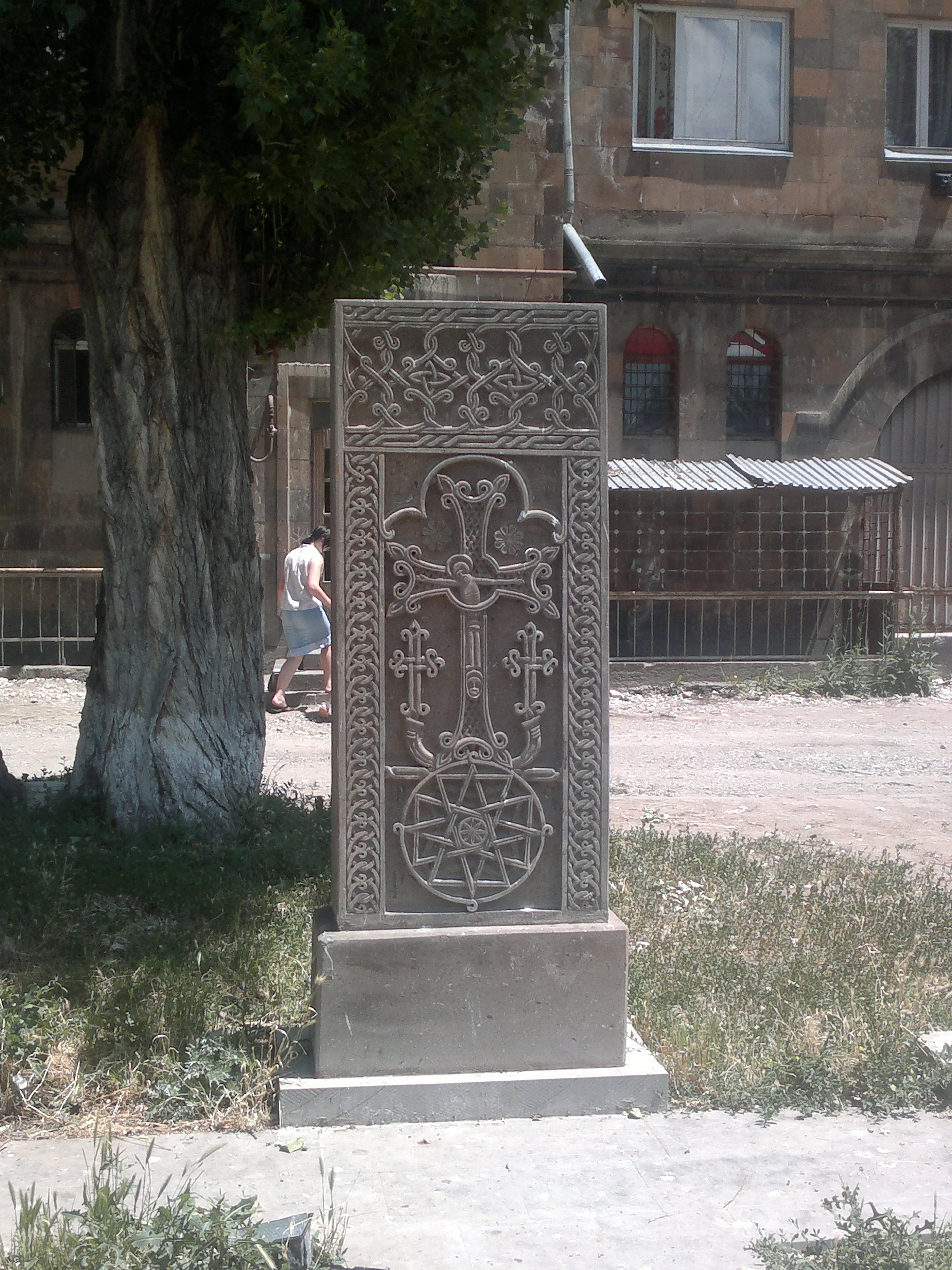